# 독일의 통일
독일의 통일(독일어: Deutsche Einigung)은 소독일주의의 개념에 기반한 독일인들의 연방제를 갖춘 최초의 국민 국가 독일이 건설되었던 과정을 말한다. 1866년 8월 18일 북독일 연방 조약이 체결되면서 북독일 연방이 성립되었는데, 이 북독일 연방은 사실상 프로이센이 지배하던 군사동맹이었고 이는 북독일 연방 헌법이 채택되면서 더욱 심화되었다. 북독일 연방은 1871년 1월 18일 대부분의 독일 남부 국가들이 독일 제국의 선포와 함께 제국에 가입하면서 호엔촐레른가의 프로이센 왕국이 주도하는 25개의 구성국들로 이루어진 연방 독일국이 성립되면서 끝났다. 독일의 통일과 관련된 법적으로 의미 있는 사건은 1871년 1월 1일의 독일 남부 국가의 가입과 '독일 제국'이라는 국명의 헌법적 채택과 1871년 5월 4일의 독일 제국 영구헌법의 발효가 있으며, 이 사건은 이후 독일 제국 건국의 관례적인 날로 기념되었다.
1806년 신성 로마 제국의 해체로 인한 법률적, 행정적, 정치적 혼란에도 불구하고, 옛 제국의 독일어권의 사람들은 공통적인 언어적, 문화적, 법적인 전통을 가지고 있었다. 유럽의 자유주의자들은 왕조 중심적이고 절대주의적인 사회와 정치 조직의 체제에 도전함으로써 독일의 통일을 위한 이론적 기반을 제공했다. 이들은 독일의 전통, 교육, 언어적 통일의 중요성을 강조했다. 경제적으로, 1818년 프로이센 주도로 관세동맹(Zollverein)이 성립된 이후 오스트리아 제국이 주도하는 독일 연방의 다른 국가들로의 확대로 국가 간의 경쟁이 감소했다. 새로운 교통 수단은 사업적, 여가 여행을 쉽게 만들었으며, 이로 인해 중앙 유럽 전역의 독일어권 사람들 사이에 많은 접촉이 생겼고, 종종 갈등이 발생하기도 했다. 나폴레옹 전쟁 이후 1814년-1815년 빈 회의에서 신성 로마 제국을 대체하기 위해 고안된 새로운 외교적 영향권 체제인 독일 연방은 합스부르크의 지도력을 통해 중앙 유럽에서의 오스트리아의 지배를 확고히 했다. 빈의 외교관들은 프로이센의 힘이 커지고 있는 것을 고려하지 않았고, 프로이센의 영향을 받는 독일 국가들의 또다른 연합을 만드는 것을 거부했으며, 프로이센 왕국이 독일에서의 지도력을 위해 오스트리아에게 도전하여 일어설 것이라고 예측하지 못했다. 이러한 독일 문제의 이원론은 통일 문제에 2가지 해결책을 제시했다. 첫 번째는 오스트리아를 배제한 독일을 주장하는 소독일주의(Kleindeutsche Lösung)였고, 두 번째는 독일과 오스트리아를 포함하는 독일어권의 통일 독일, 즉 프라하 평화 협정 이전의 독일을 주장하는 대독일주의(Großdeutsche Lösung)였다.
역사가들은 프로이센의 총리 오토 폰 비스마르크가 1866년 북독일 연방을 확장하여 나머지 독립 독일 국가들을 단일 국가로 포함시키려는, 즉 독일을 통일하려는 완전한 계획을 가지고 있었는지, 아니면 단순히 프로이센 왕국의 힘을 강화하기 위한 계획이었는지에 대해서 논쟁을 벌이고 있다. 그러나 역사가들은 비스마르크의 현실정치에 더해 여러 요인들이 19세기 근대 초기 정체의 정치, 경제, 군사, 외교 관계를 재편성하게 했다는 것에는 모두 동의한다. 덴마크와 프랑스의 민족주의에 대한 반응은 독일 통일의 표현을 제공했다. 3번의 지역 전쟁에서 프로이센의 군사적 성공은 정치인들이 독일의 통일을 촉진하게 만드는 열정과 자부심을 불러일으켰으며, 이는 나폴레옹 전쟁, 특히 1813년과 1814년의 나폴레옹으로부터의 해방 전쟁에서 얻은 성취에 대한 기억의 영향을 받았다. 소독일주의의 통일은 다민족인 오스트리아-헝가리나 독일어권 지역 없이 1871년의 정치적, 행정적 독일의 통일은 이원론의 문제를 일시적으로나마 해결했다.
독일이 통일되고 몇 년 동안 이름과 국경이 추가로 변경되고 헌법 체계가 개편되었으며, 제한된 주권, 영토와 정부의 통합이 중단되었다. 이후 연방제의 독일이 해체되었음에도 불구하고, 이러한 통일 과정에서 비롯된 정치 경험은 독일 연방공화국이라는 현대적인 형태로 오늘날까지도 존속하고 있다.

## 초기 역사

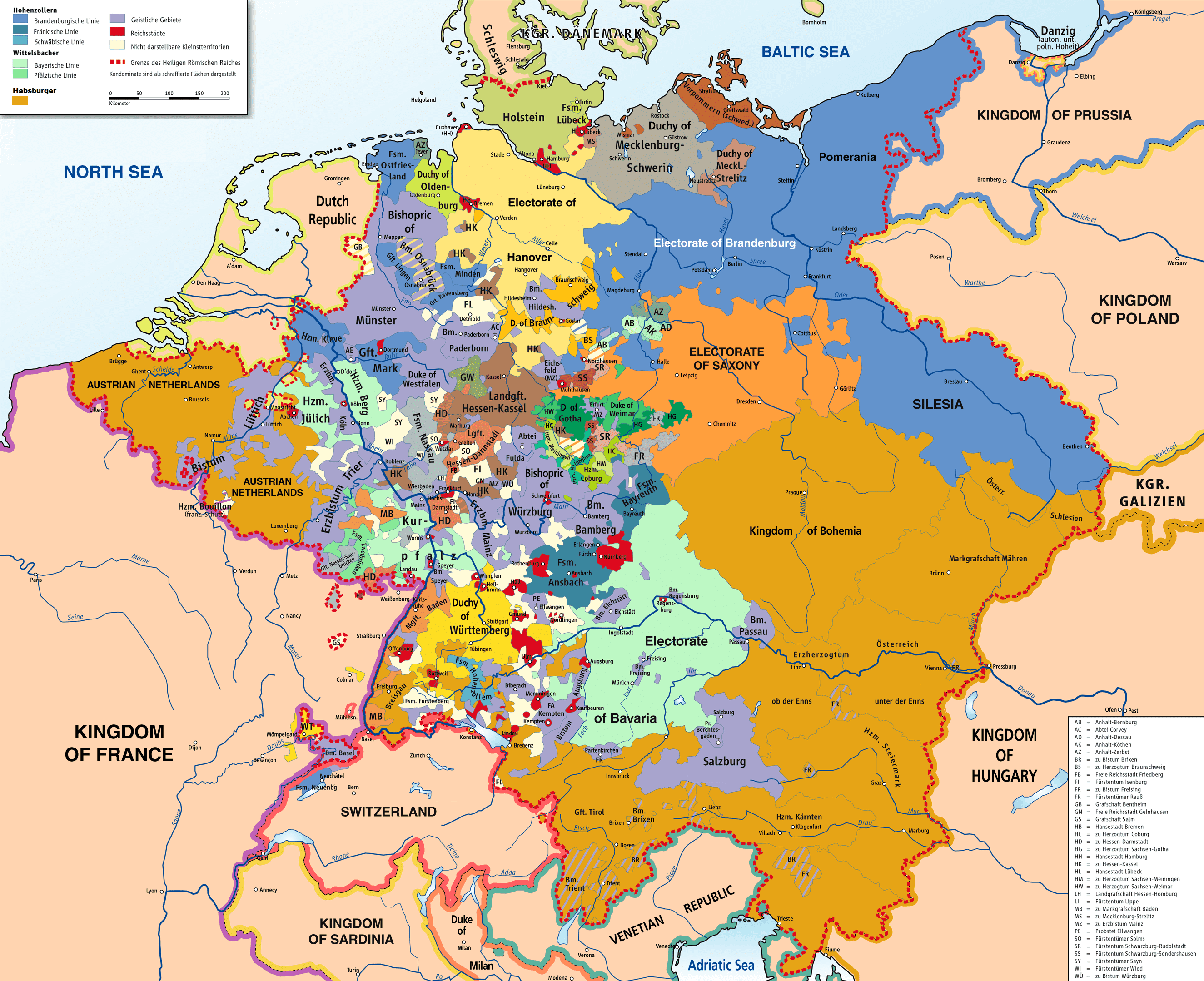
1789년 오스트리아의 합스부르크 군주국이 주도한 신성 로마 제국의 지도. 당시 신성 로마 제국을 차지한 가장 큰 지역은 오스트리아의 독일어권 지역(주황색)과 프로이센의 독일어권 지역(파란색)이었으며, 그 외에도 수많은 작은 국가들이 존재했다.

독일인은 중세 시대에 라인강과 엘베강 사이의 서독 지역에서 로마화된 게르만족, 특히 프랑크인, 프리슬란트인, 색슨인, 튀링겐인, 알레만니인, 바이에른인들의 후손들 사이에서 형성되었다. 5세기에 갈리아를 로마화하고, 프랑크인들을 통합하며 라인강 동쪽의 민족들을 정복했던 클로도베쿠스 1세를 시작으로 서부 프랑크인들의 지배 하에서 프랑크라는 민족적 명칭을 기반으로 한 채로 독일 지역은 오랜 기간 동안 여러 '부족공국'으로 나뉘어졌다. 이후 몇 세기 동안 프랑크인들의 세력은 상당히 성장했다. 이후 9세기 초까지 서유럽의 대부분은 프랑크족의 지도자 카롤루스의 통치 하에 통합되었고, 그는 라인강 동쪽을 포함해 여러 방향으로 프랑크 왕국을 확장하여 색슨족과 프리슬란트족을 정복했다. 독일 군주들의 연합 왕국은 일부 인접 영토를 유지한 채로 1000년 이상 존재했다. 이 연합 왕국은 843년 라인강 동쪽에 있는 동프랑크 왕국이 서부의 프랑크 제국으로부터 분리된 베르됭 조약 이후, 오토 왕조가 919년 동프랑크 왕국을 통치하면서부터 시작된다. 962년 후반부터 이 연합 왕국은 1000개 이상의 독립국가를 포함했으며 1512년 쾰른 제국의회에서 '독일 민족의 신성 로마 제국'으로 정식 명칭이 정해진 신성 로마 제국의 핵심을 구성했다. 신성 로마 제국 내의 국가들의 규모는 호엔을로에(Hohenlohe) 가문의 작고 복잡한 영토부터, 바이에른 선제후국, 브란덴부르크 변경백국, 보헤미아 왕국과 같이 크고 명확한 영토를 가진 국가들까지 다양했다. 이들의 국가 형태는 매우 다양했는데, 여기에는 거대한 아우크스부르크, 소규모의 바일데어슈타트와 같이 다양한 크기의 자유제국도시와, 부유한 라이헤나우 수도원과 강력한 쾰른 선제후국과 같은 교회 영토(주교령), 그리고 뷔르템베르크와 같은 왕조 국가 등이 포함된다. 독일어권 국가에서 신성 로마 제국의 행정적, 법적 구조는 국가 간, 국가 내의 농민과 지주와 같은 분쟁을 해결할 수 있는 방법을 제공했다. 제국관구(Reichskreise)의 조직을 통해 국가들은 자원, 경제, 군사적 통합과 협력을 통해 이익을 얻었다.

## 근대 초기와 18세기
15세기 이후로, 거의 대부분의 제국 선제후들은 오스트리아 공국의 합스부르크가의 수장을 신성 로마 황제로 선출하는 것에 지지했다. 합스부르크가는 처음에 중앙 집권의 제국을 회복하려고 노력했지만, 약하고 분열된 제국이 보존되는 것이 프랑스와 스웨덴에게 큰 이익이었기 때문에 중앙 집권 시도는 이들의 개입으로 베스트팔렌 조약이 체결되며 실패했다. 이 조약은 수세기 동안 제국의 중앙 집권을 강화하려는 모든 시도를 차단하고 제국을 파편화시켰으며, 이는 결과적으로 나폴레옹 전쟁 직전까지 대부분 신성 로마 제국에 속한 독일어권 지역을 300개 이상의 정치 체제로 구성된 영토로 나누었다. 그러나 합스부르크 군주국이나 호엔촐레른가의 프로이센 왕국의 일부와, 독일어를 사용하는 스위스 지역은 신성 로마 제국의 국경 밖에 위치했다. 이러한 파편화는 독일의 지역 국가들이 매우 독립적이거나 자치적인 성격을 가지는 현상으로 이어졌으며, 이 상황은 클라인슈타터라이(Kleinstaaterei)라고 불리게 되었고, 이로 인해 19세기 후반까지 독일의 국가 정체성은 발전하지 못했다. 신성 로마 황제가 직접 다스리는 영토를 제외한 대부분의 신성 로마 제국의 주민들은 제국의 국가 전체보다는 주로 군주에게 더 관심을 가지고 정체성을 가졌다. 19세기 이후에 이르러서야 독일의 지역들은 통신과 교통이 발전하면서 가까워지기 시작했다.

## 구 제국의 해체
제2차 대프랑스 동맹 전쟁(1789-1802)에서 프랑스 제1제국이 신성 로마 제국을 침공하여 나폴레옹 보나파르트가 제국의 연합군을 무너뜨렸다. 1801년 뤼네빌 조약과 1803년의 독일의 재구조화는 여러 교회 공국들을 세속화하고 대부분의 자유제국도시를 폐지했으며 이 영토와 주민들을 왕조 국가에 흡수시켰다. 이 재구조화로 인해 특히 뷔르템베르크와 바덴의 영토가 크게 넓어졌다. 1806년, 제3차 대프랑스 동맹 전쟁에서 프랑스가 예나-아우어슈테트 전투를 통해 프로이센과 동맹군을 격파하고 프로이센을 항복시키는 데에 성공시키면서, 나폴레옹은 신성 로마 제국의 공식적인 해체와 명목상의 황제 프란츠 2세의 퇴위를 포함하는 프레스부르크 조약을 지시했다. 나폴레옹은 신성 로마 제국을 대체하는 프랑스의 종속국 라인 동맹을 설립했는데, 이 동맹은 100명이 넘는 왕자와 백작, 자유제국기사들과 이들의 영토를 동맹의 회원국으로서 흡수했다. 이 과정에서 바이에른, 작센, 하노버와 같은 몇몇 국가들은 왕국으로 승격되었다. 대부분의 독일 국가들이 제국을 공식적으로 탈퇴한 이후, 프란츠 2세는 신성 로마 제국을 공식적으로 해체했다. 그는 스스로 신성 로마 황제 직위를 포기하고 제국 내 모든 국가들에 대한 의무로부터 해방시켰으며, 1804년에 선언하여 만든 '오스트리아의 황제'라는 칭호만을 유지했다.

## 나폴레옹 치하의 독일 민족주의 발흥

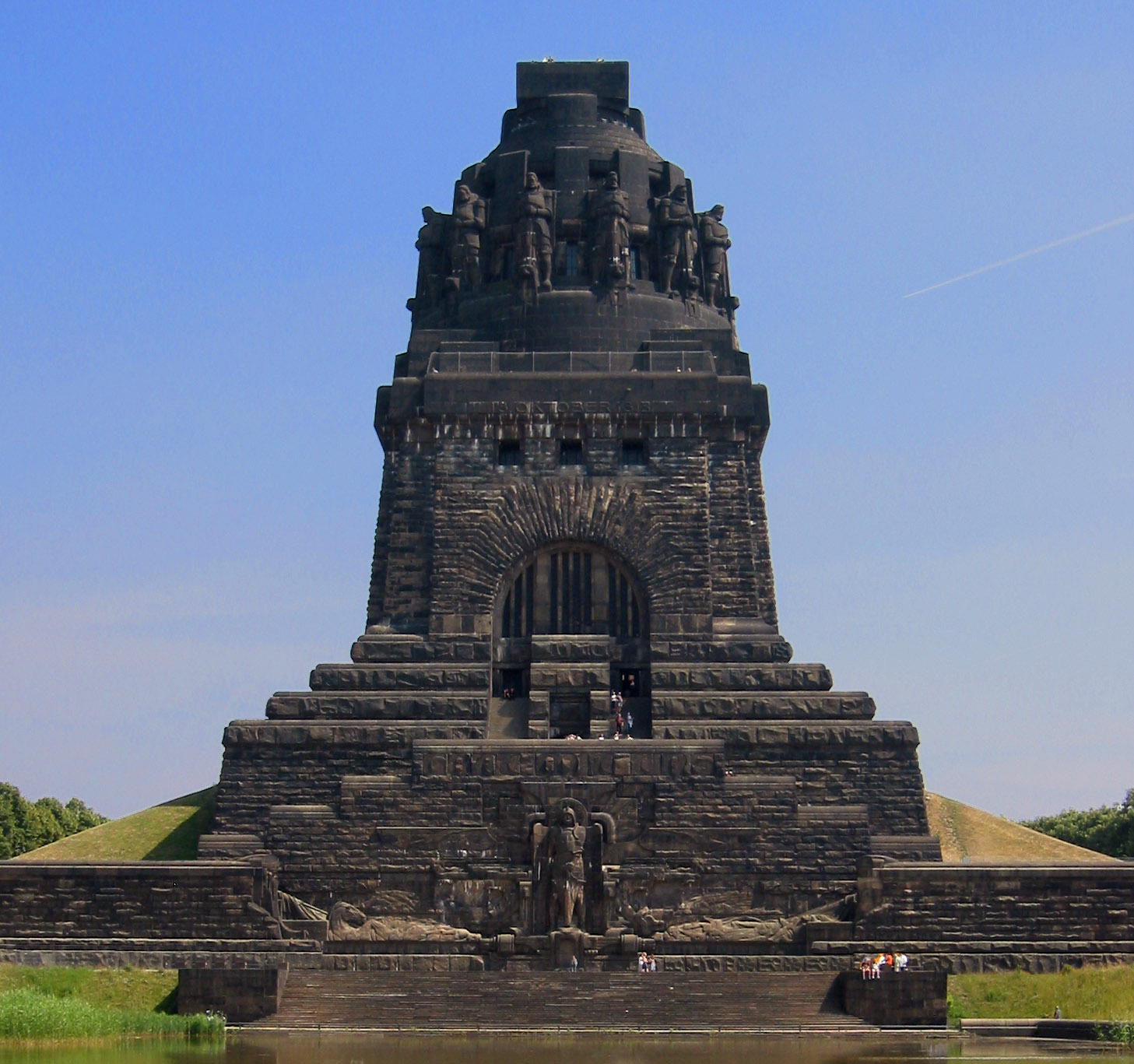
나폴레옹과의 전투 100주년을 기념해 1913년 세워진 전승기념비의 모습. 이 기념비는 나폴레옹 전쟁에서 승리를 위해 노력을 기울인 독일인들을 기리기 위해 세워졌다.

프랑스 제1제국의 지배 하 유럽(1804-1814)의 독일에서는 대중적인 독일 민족주의가 발흥했다. 독일 국가들은 부분적으로 비슷한 일을 겪어 프랑스의 지배를 받게 되었지만, 이들은 '독일'을 잠재적인 미래의 단일 국가로 정당화하는 여러 시도가 나타났다. 독일의 철학자 요한 고틀리프 피히테는 이에 대해 다음과 같이 말했다:
최초이자 독창적이고 진정한 자연적 국가의 경계는 의심할 필요도 없이 내부의 경계로부터 만들어진다. 같은 언어를 사용하는 사람들은 인간의 예술이 시작되기보다 엄청나게 오래 전부터 자연스럽게 보이지 않는 유대감으로 서로 연결되어 있었다. 이들은 서로를 이해하고, 자신들을 하나의 정체성으로 묶는 개념을 스스로 명확하게 만들 수 있는 힘을 가지고 있다. 이들은 함께 속해 있으며 본질적으로 하나이고 분리할 수 없는 정체성을 가지고 있다.

공통의 언어가 단일 국가의 기초로 적용하는 것으로 생각할 수도 있지만, 19세기 독일의 현대 역사가들이 지적했듯이 수백 개의 독일 정치 체제들을 하나의 국가로 통합하기 위해서는 언어적 유사성 그 이상의 어떠한 동질감이 필요했다. 프랑스의 유럽 지배를 통해 독일어를 사용하는 중부 유럽의 사람들은 프랑스의 침략자들을 제거하고 자신들의 땅의 지배권을 다시 되찾으려는 공통된 목적 의식을 얻을 수 있었다. 나폴레옹은 폴란드 원정(1806-1807)에서 프로이센의 폴란드 점령 영토를 단일 국가 형태로 독립시키기 결정했고 이베리아 반도에서도 같은 목적으로 원정을 벌였으며, 서독일에서와 1812년 그의 마지막 러시아를 향한 원정은 많은 독일인, 군주, 농민들 모두를 환멸에 빠뜨리는 동시에 나폴레옹의 대륙봉쇄령은 중앙 유럽의 경제를 완전히 파멸시켰다. 러시아 침공을 위해 독일 지역에서 거의 125,000명에 달하는 수의 병력을 징집했으며, 이 병력의 손실은 상류층과 하류층을 막론하고 나폴레옹의 영향에서 자유로운 중앙 유럽을 생각해보도록 만들었다. 뤼초 자유군단과 같은 지원병의 창설은 이러한 경향을 잘 보여주는 예시이다.
러시아 원정의 대실패는 독일 군주들에 대한 나폴레옹의 영향력을 심각하게 악화시켰으며, 1813년 나폴레옹은 독일 국가들에서의 영향력 회복을 위해 여러 캠페인을 벌였다. 그러나 제6차 대프랑스 동맹을 통한 해방전쟁은 1813년 10월 50만 명 이상의 병력이 3일 걸쳐 치열한 전투를 벌인 라이프치히 전투를 통해 절정에 달했다. 이 전투는 19세기 최대 규모의 지상전으로 기록되었으며, 최종적으로 전쟁에서의 오스트리아, 프로이센, 러시아, 작센, 스웨덴의 대프랑스 동맹의 승리로 이어졌다. 이로 인해 라인 동맹은 해체되었으며, 프랑스의 독일 지배는 끝이 났다. 라이프치히 전투에서 승리한 동맹군은 라인강을 건너 나폴레옹을 추격하여 그의 정부와 군대를 해산시키고 그를 엘바섬에 투옥시켰다. 1815년 백일천하로 알려진 짧은 나폴레옹의 복고 기간 동안, 웰링턴 공작이 지위하는 영국군과 게프하르트 폰 블뤼허가 지휘하는 프로이센군을 포함한 제7차 대프랑스 동맹군은 1815년 6월 18일 워털루 전투에서 승리를 얻었다. 특히 리니 전투에서 패배해 후퇴해야만 했던 블뤼허의 프로이센군이 수행한 중요한 역할은 동맹군과 프랑스군과의 전투의 흐름을 변화시키는 데에 큰 영향을 주었다. 프로이센 기병대는 6월 18일 저녁 패배한 프랑스군을 추격하여 동맹군의 승리를 확정지었다. 독일의 관점에서 볼 때, 워털루 전투에서의 블뤼허의 군대의 역할과 라이프치히에서의 독일 국가들의 합동 전투는 독일인들의 자부심과 열정의 집결지를 제공했다. 이러한 해석은 19세기 후반 친프로이센 민족주의 역사가들에 의해 주장된 보루시아 신화의 핵심 구성 요소가 되었다.

## 빈 체제와 독일 이원론의 등장

독일 연방의 국장(Deutscher Bund).

독일 연방의 국경. 프로이센은 푸른색, 오스트리아는 노란색, 그 외의 독일 국가는 회색으로 표시된다.

나폴레옹이 몰락한 이후, 빈 회의는 세력균형을 바탕으로 한 새로운 유럽의 정치외교 체제를 확립했다. 이 체제는 유럽을 영향력 있는 국가들의 지배 하로 재조직했으며, 어떤 경우에서는 독일인과 이탈리아인 등의 다양한 민족들의 열망을 억압했다.
일반적으로, 확장된 프로이센과 1803년 중재된 영토에서 통합된 다른 38개의 국가들은 오스트리아 제국의 영향력 하에 연합되었다. 빈 의회는 오스트리아가 이끄는 느슨한 독일 연방(1815-1866)을 설립하고 프랑크푸르트암마인에 '연방 의회'를 설립했다. 독일 연방의 국경은 이전의 신성 로마 제국의 국경과 큰 차이 없이 유사했는데, 이는 프로이센과 오스트리아의 상당 영토가 연방 외부에 남겨졌음을 뜻했다. 또한 전통적으로 합스부르크가가 차지했던 신성 로마 황제의 지위를 인정하여, 오스트리아 황제가 명목상으로 독일 연방의 의장을 맡았다. '의회'라는 명칭에도 불구하고 이 기관은 결코 광범위하고 대중적인 방법으로 선출된 대표 집단이 아니었으며, 당시 독일의 많은 국가들에는 헌법이 없었고, 헌법이 있었더라도 바덴 대공국과 같이 재산에 기반한 선거권을 부여해 소수에게만 참정권을 주었다.

### 체제 개편의 문제점
빈 체제의 문제점은, 체제가 오스트리아의 독일 지배에서 18세기 프로이센의 등장을 고려하지 못하고, 프로이센의 새로운 지위를 반영하지 못했다는 것에 있었다. 프로이센군은 1806년 예나-아우어슈테트 전투에서 심각한 패배를 했지만, 워털루 전투에서 극적인 역전승을 거두었으며, 이 결과로 프로이센의 정치인들은 프로이센이 독일의 정치에서 중추적인 역할을 할 것으로 예상했다. 브란덴부르크의 선제후가 프로이센의 왕이 된 이후, 이들의 영토는 상속과 전쟁을 통해 꾸준히 확장되었으며, 프로이센의 힘은 폴란드 분할, 오스트리아 왕위 계승 전쟁, 프리드리히 2세 치하에서의 7년 전쟁에서 특히 확인할 수 있었다. 마리아 테레지아와 그의 남편 요제프 2세가 합스부르크가의 패권을 회복하려고 시도했을 때, 프로이센은 '제후 연합'(Fürstenbund)의 창설로 반격했다. 오스트리아와 프로이센의 이원론은 옛 신성 로마 제국의 정치에 뿌리를 두고 있었으며, 이러한 상황에서 세력 균형 전략은 바이에른 왕위 계승 전쟁, 혹은 일반 대중 사이에서의 '감자 전쟁'으로 대표된다. 신성 로마 제국이 해체된 이후에도 이러한 경쟁은 19세기 독일 민족주의 운동의 성장과 발전에 영향을 미쳤다.

## 통일의 조짐

### 3월 전기

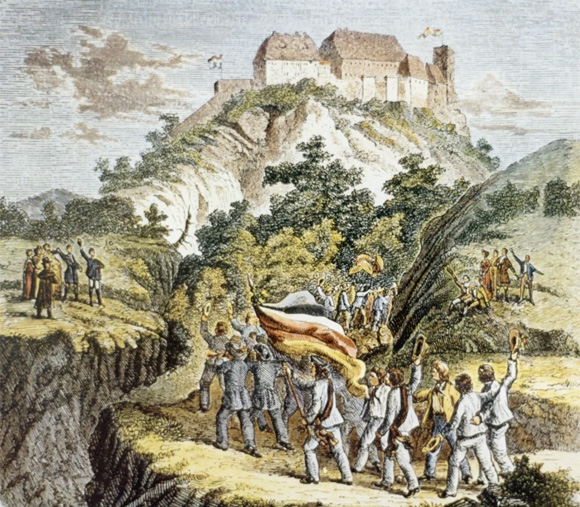
1817년 10월, 약 500명의 학생들이 국가의 통일을 지지하는 시위를 벌이기 위해 300년 전 마르틴 루터가 머물었던 바르트부르크성에 집결했다. 바르트부르크성은 현대적인 색상의 나무를 가졌으며 독일 민족주의와의 상징적 연관성을 가졌다.

경찰국가로서 오스트리아와 프로이센의 시기였던 빈 회의부터 1848년 혁명 이전까지의 광범위한 검열 기간은 '3월 전기'(Vormärz)라는 이름으로 널리 불리게 되었다. 이 기간 동안 유럽의 자유주의는 추진력을 얻었으며, 자유주의의 주요 의제는 경제, 사회, 정치적 문제를 포함했다. 3월 전기의 대부분의 자유주의자들은 민족주의의 원칙 하의 통일과 자본주의로의 전환을 추구하였고, 그 무엇보다도 남성의 참정권 확대를 주장했다. 이들의 '급진성'은 남성 참정권에 대해 어떠한 견해를 갖고 있는지에 따라 결정되었으며, 더 넓은 참정권을 주장할수록 더욱 급진적이었다.
나폴레옹 시대에 독일인들의 경험으로 자극되어 처음에 자유주의와 동맹을 맺은 독일의 민족주의 정서의 급증은 독일 국가들 간의 정치, 사회, 문화적 관계를 변화시켰다. 이러한 맥락에서, 독일의 민족주의는 나폴레옹 시기의 독일인들의 경험에서 그 기원을 찾을 수 있다. 1813년 독일 전역에서 이루어진 암묵적이거나 명시적인 국민 주권에 대한 약속들은 정치 과정에 대한 광범위한 시민들의 참여에 대한 기대를 불러일으켰으나, 나폴레옹 전쟁이 끝난 이후에는 대부분 지켜지지 않았다.

#### 민족주의적 자유주의의 출현과 보수적 대응

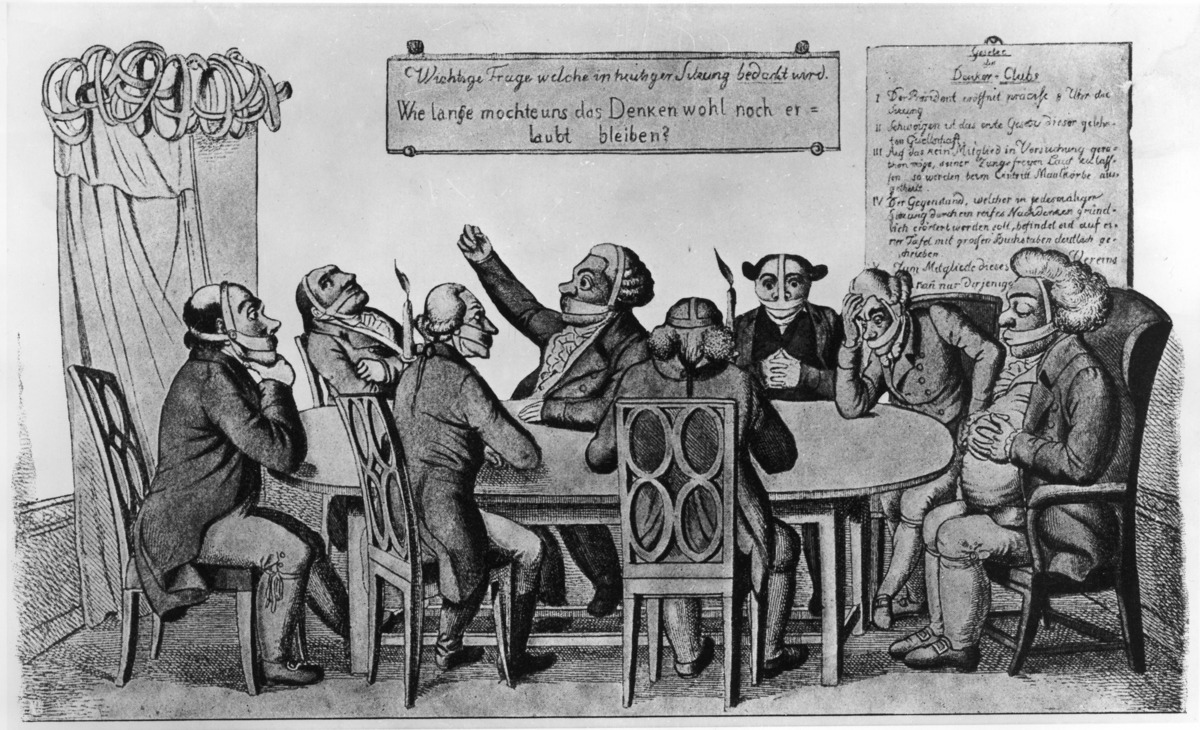
표현의 자유를 억압한 카를스바트 결의를 조롱하는 독일의 그림.

보수적 대응에도 불구하고, 독일어권 국가들에서는 통합 사상이 국민 주권의 개념과 결합했다. 부르셴샤프트(Burschenschaft) 학생 조직과 1817년 10월 바르트부르크성에서 열린 대중 시위는 중앙유럽의 독일어권 시민들 사이에 통일감을 키우는 데에 크게 기여했다.
1817년 바르트부르크 축제에서 학생들 사이에서 최초의 부르셴샤프트와 같은 학생 단체들이 등장했으며, 흑적금 3색은 이를 상징했다. 학생 단체의 선동으로 클레멘스 폰 메테르니히 후작과 같은 보수 지도자들은 국민 정서의 고조를 두려워하게 되었다.

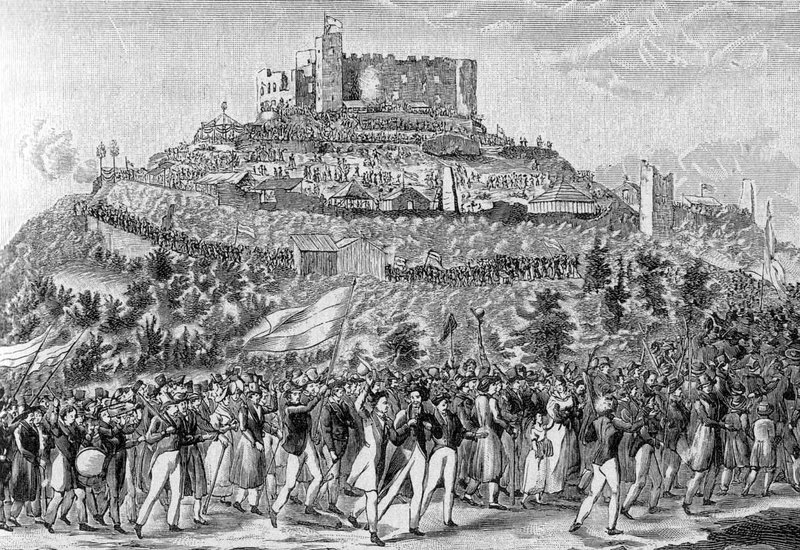
1832년 민족주의 시위의 참가자들이 함바흐 성 유적지를 향해 행진하고 있다. 참가자들은 대부분 학생, 일부 전문가들과 배우자들이었다. 나중에 이들은 현대 독일 국기의 시초가 된 '부르펜샤프트'(Burschenschaft)의 깃발을 들고 다녔다.

1819년 3월 독일의 극작가 아우구스트 폰 코체부가 급진적 민족주의자 학생에 의해 암살된 이후, 1819년 9월 20일 카를스바트 결의가 선포되어 민족주의 운동의 지도력을 방해했다. 메테르니히는 언론을 더욱 검열하고 떠오르는 민족주의와 자유주의 운동을 제한하기 위해 이러한 코체부의 암살 사건에 대한 보수주의자들의 분노를 활용할 수 있었다. 결과적으로 이 암살 사건은 보수 지도자들이 부르셴샤프트를 지하 조직으로 내몰고 민족주의 서적의 출판을 제한하며 언론과 개인 간의 서신에 대한 검열을 확대하는 동시에 대학 교수가 장려하는 민족주의 토론을 제한할 수 있도록 만들었다. 카를스바트 결의와 관련된 사건들은 요한 요제프 괴레스의 소책자 《독일과 혁명》(Teutschland [Deutschland] und die Revolution)의 주제가 되었으며, 이 소책자에서 그는 여론의 자유로운 발언을 억압하는 반동적 조치들은 불가능하고 바람직하지 않다고 결론을 내렸다.
1832년 5월 함바흐 축제에는 3만 명 이상의 군중들이 참여했으며, 이 축제는 지역 축제로 홍보되었지만 축제의 참가자들은 형제애, 자유, 국가적 단결을 기념하였다. 참가자들은 마을에 모여서 언덕 위의 함바흐 성의 폐허로 행진했다. 이들은 깃발을 들고 북을 치고 노래를 부르면서 정오에 대부분이 성터에 도착하여 보수파부터 급진파에 이르기까지 다양한 민족주의 연설가들의 연설을 들었다. 연설의 전반적인 내용은 1830년대 독일 민족주의와 7월 혁명 당시 프랑스의 민족주의 사이의 근본적인 차이점을 암시했으며, 참가자들은 이를 통해 독일 대중들에게 필요한 무엇이든 교육한다면 대중들은 그것을 성취할 것이라는 믿음을 가졌다. 이렇듯이 함바흐의 수사법은 전반적으로 독일 민족주의의 평화로운 성격을 강조했으며, 요점은 프랑스적인 민족주의 형태인 바리케이드가 아니라 계급 간의 감정적 다리를 건설하는 것에 있었다. 1819년 코체부의 암살 이후에 그랬었던 것처럼, 메테르니히는 보수적인 사회 정책들을 추진하기 위해 함바흐 축제를 이용했다. 1832년 6월 28일 '6개 조항'은 주로 군주들의 권위의 원칙을 재확인했으며, 7월 5일 독일 연방 프랑크푸르트 의회는 검열에 대한 기존의 규칙을 재확인하고 정치 조직을 제한하며 기타 공공 활동을 제한하는 10개 조항을 추가로 승인했다. 이에 더불어 독일 연방의 회원국들은 불안을 겪는 모든 국가에게 군사적 지원을 보내는 것에 동의했다. 브레데 왕자는 지방의 세력을 '제압'하기 위해 바이에른 왕국군의 절반을 라인란트팔츠로 이끌었으며, 이로 인해 많은 함바흐의 불운한 연설가들은 체포되어 재판을 받고 투옥되었다. 그 중 하나였던 부르셴샤프트의 비밀스러운 대표이자 법학도인 카를 하인리히 브뤼게만은 프로이센에 투옥되어 사형을 선고받았지만, 이후 사면되었다.
결정적으로, 1817년 바르트부르크 축제와 1832년 함바흐 축제 모두 명확한 통일 계획이 부족했으며, 특히 함바흐에서의 많은 연설가들은 서로의 입장이 다르다는 것을 확인했다. 통일이라는 이념 하나만으로 뭉친 이들의 생각에는 구체적인 계획 없이 국민들이 교육을 받으면 독일이 스스로 통일을 이룰 수 있을 것이라는 막연한 상상에 기초했다. 웅장한 연설, 깃발, 열정적인 학생들과 피크닉 점심은 새로운 정치, 관료, 행정적 변화를 이끌어낼 수 없었다. 많은 사람들이 헌법의 필요성에 대해 이야기했지만, 토론에서는 그러한 명확한 문서가 나오지 못했다. 1848년의 민족주의자들은 이 문제를 해결했다.

#### 경제와 관세 동맹

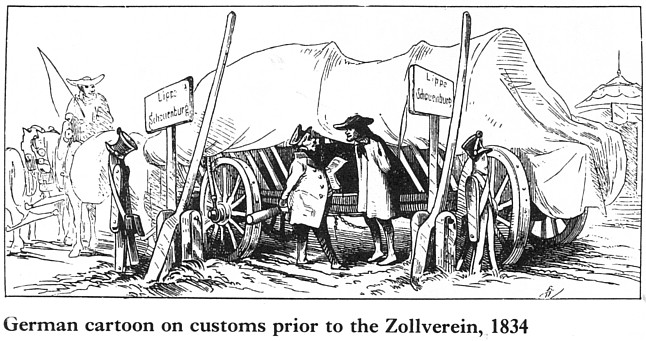
이 그림은 1834년경 독일의 많은 국가들에 만연한 국경 통행료에 대한 풍자적인 논평을 제공했다. 어떤 국가들은 너무 작아서 운송업자들이 하루에 두번에서 세번까지 통행료를 내야만 했다.

독일 민족주의의 부상을 어렵게 만드는 여러 다양한 요인들이 존재했다. 인위적인 요인으로는 독일 연방 구성원 간, 특히 프로이센과 오스트리아 간의 정치적 경쟁, 그리고 상업적 이익, 토지 소유와 귀족 간의 사회, 경제적 경쟁 등이 있었다. 자연적인 요인에는 1830년대 광범위한 가뭄과 1840년대 식량 위기 등이 포함되었다. 또한 독일의 산업화와 제조업의 변화로 인해 더 많은 문제가 생겨났는데, 여기에는 주로 사람들이 일자리를 찾아 작은 마을을 떠나 도시로 이동하는 것이 포함되었다.
경제적, 사회적, 문화적 혼란, 산업화 기간의 경제적 어려움, 기상 재해들의 압박은 모두 중앙유럽의 문제 증가에 기여했다. 감자역병균과 기상 악화로 인한 1840년대 중반의 식량 위기에 대부분의 국가들이 대처하지 못한 것은, 대부분의 사람들에게 부자와 권력자들이 자신들의 문제에 관심이 없다고 생각하게 만들었다. 권력자들은 노동계급 사이에 점점 증가하는 불안, 정치·사회적 동요와 지식인들의 불만을 우려했으며, 검열, 벌금, 투옥, 추방과 같은 강압적 방법도 비판을 막을 수 없을 것처럼 보았다. 이에 더해, 오스트리아와 프로이센 모두 통일을 주도하기를 원하며 서로 경쟁하고 있다는 것이 점점 더 분명해지고 있었다.
경제적 통합에 핵심적인 역할을 한 '관세동맹'(Zollverein)의 형성은 독일의 국가들의 경제적 통일이라는 큰 의미를 얻어냈다. 1818년 프로이센의 재무장관 한스 폰 뷜로 백작이 처음으로 구상한 프로이센의 관세동맹은 프로이센 본토와 호엔촐레른 영토를 경제적으로 통합했다. 이후 30년에 걸쳐 다른 독일 국가들도 이 관세동맹에 합류했다. 관세동맹은 독일 국가들 간의 보호무역주의의 장벽을 낮추는 것에 기여했으며, 특히 국경을 넘어 운송되는 원자재와 제조품의 운송 비용을 줄여 원자재 구입, 운송과 판매 비용을 효과적으로 낮추었다. 이것은 신흥 산업 중심지인 자르강과 루르강 유역의 라인란트 지역에서 중요한 요소였다. 내륙 지역의 독일 국가들은 해안 지역의 국가들보다 빨리 관세동맹에 가입했는데, 이는 프로이센 주도의 관세동맹의 국제 시장에 대한 외부 관세로 인해 바다로의 관세 면제의 접근이 불가능해졌기 때문이다. 이렇게 1836년까지 오스트리아를 제외한 프로이센 남부의 모든 독일 국가들은 관세동맹에 가입했다.
이와는 대조적으로, 해안가에 접한 독일 국가들은 이미 국제 시장에 대한 관세 면제 접근권을 갖고 있었고, 관세동맹에 속할 경우 무역에 있어 수입관세 부담을 원하지 않았다. 북부의 하노버는 1834년의 브라운슈바이크, 1836년 올덴부르크와 함께 '조세동맹'(Steuerverein)을 결성하여 프로이센의 관세동맹에 비해 낮은 외부 관세를 유지했다. 그러나 이후 1842년 브라운슈바이크, 1854년 하노버와 올덴부르크마저 프로이센의 관세동맹에 가입했으며, 1866년 프로이센-오스트리아 전쟁 이후에는 슐레스비히, 홀슈타인과 라우엔부르크까지 관세동맹에 참여했다. 그리고 국제 무역에 의존하고 있던 메클렌부르크는 1867년, 도시국가였던 함부르크와 브레멘은 1888년에 합류했다.

#### 도로와 철도
19세기 초 독일의 지역들을 연결하는 여러 도로들은 처참한 상태였으며, 외국인과 여행자들은 이전에 병력 수송을 목적으로 위해 유지된 군사적 도로인 '헤르스트라센'(Heerstraßen)의 상태에 대해 매우 불평했다. 그러나 이후 도로가 병력 수송의 목적으로 이용되지 않으면서 도로 상황이 개선되기 시작했다. 프로이센의 포장된 도로는 1816년 3,800 킬로미터 (2,400 mi)에서 1852년 16,600 킬로미터 (10,300 mi)까지 늘어났는데, 이것은 도로를 건설하는 데에 마카담 방식(Makadam)이 개발된 것이 큰 도움을 주었다. 1835년에 하인리히 폰 가게른 남작은 도로를 "국가에게 있어 정맥과 동맥"이라고 강조했으며, 자유, 독립, 번영을 촉진할 것이라고 예측했다. 도로의 개선으로 인해 많은 사람들이 기차, 호텔, 식당, 바덴바덴의 스파 등에서 다른 지역의 사람들과 교류할 수 있게 되었다. 해상 운송 또한 개선되었다. 라인강의 봉쇄는 이전에 나폴레옹의 명령으로 해제되었으며, 강선을 상류로 끌고 가는 번거로운 일은 1820년대 증기 기관이 도입되면서 사라졌다. 1846년까지 180척의 증기선이 독일의 여러 강과 보덴 호수를 운항했으며, 다뉴브강, 베저강, 엘베강의 확장 운하망도 이용했다.
이러한 도로와 해상 운송의 개선도 중요했지만, 철도 도입의 영향과는 결코 비교될 수 없었다. 경제학자 프리드리히 리스트는 철도 도입과 독일 관세동맹을 '샴쌍둥이'라고 부르며 서로의 중요한 관계를 강조했으며, 시인 아우구스트 하인리히 호프만 폰 팔러슬레벤은 관세동맹의 역할을 찬양하는 시에서 정치나 외교에 대한 것보다 독일의 통일에 더 많이 기여한 철도에 대해 언급하였다. 나중에 독일의 역사가들은 철도 도입을 독일 통일의 첫 번째 계기라고 여겼으며, 애국 소설가 빌헬름 라아베는 "독일 제국은 최초의 철도 건설로 건국되었다..."라고 언급했다. 그러나 모든 사람이 철도에 대해 우호적이지는 않았다. 프로이센의 왕 프리드리히 빌헬름 3세는 베를린에서 포츠담까지 몇 시간 더 빨리 이동하는 것에 별다른 이점이 없다고 생각했고, 메테르니히는 열차를 타는 것을 거부했다. 또한 시인 니콜라우스 레나우는 1838년 자신의 시 《봄으로》(An den Frühling)에서 열차가 독일의 숲의 원시적 고요함을 파괴하는 것으로 보았으며, 많은 사람들이 풍경을 위협하는 '악'으로 생각했다.
독일 최초의 여객 겸 화물 열차 노선이었던 바이에른 루트비히 철도는 1835년 뉘른베르크와 퓌르트를 연결했는데, 비록 6 킬로미터 (3.7 mi)에 불과하고 낮에만 운영되었지만 수익성과 인기가 모두 입증되었다. 바이에른 루트비히 철도 운영 3년 만에 141 킬로미터 (88 mi)의 철로가, 1840년에는 462 킬로미터 (287 mi), 1860년에는 11,157 킬로미터 (6,933 mi)의 철로가 추가로 건설되었다. 지리적으로 중앙에 위치한 수도와 같은 중심지가 없었던 독일에서 철도는 웹 형태로 건설되어 지역 내의 마을과 시장 등 여러 지역을 연결했다. 철도망의 확장에 따라 운송 비용도 획기적으로 감소했는데, 1840년에는 1톤당 18페니히였던 운송비가 1870년 1톤당 5페니히로 감소했다. 또한 철도의 효과는 즉각적으로 나타났는데, 그 예시로 여러 상품들은 철도를 통해 멈춤 없이 루르 계곡을 지날 수 있었다. 철도는 상품 수요를 창출하고 상업을 촉진함으로써 경제 활동은 장려했다. 1850년에는 내륙 해상 운송이 철도보다 3배 많은 양의 화물을 운송했지만, 1870년에는 역전되어 철도가 4배 더 많이 운송했다. 이 영향은 지위가 높은 사람부터 낮은 사람까지 광범위하게 적용되었다. 일부 외곽 지역을 제외하고, 1865년까지 독일 인구의 대다수가 철도를 이용할 수 있었고 대부분의 제조, 생산 중심지가 철도망에 연결되었다.

#### 지리, 애국, 그리고 언어

주요 지리 정보(푸른색)를 포함한 1841년경의 독일어권 지역(녹색)과 정치적 국경(회색), 그리고 독일 연방의 국경(붉은색)을 비교하는 지도.

여행이 더 쉽고, 빠르고, 저렴해지면서 독일인들은 언어 이외의 요소에서도 통일성을 느끼기 시작했다. 《그림 동화》를 출간한 그림 형제는 서로 다른 지역 간의 민담과 우화의 스토리텔링 유사점을 강조했으며, 독일어의 근원을 추적하고 독일어의 다양한 발전 방향을 제시했다. 또한 카를 베데커는 중앙유럽의 여러 도시와 지역에 대한 가이드북을 작성하여 숙박할 곳, 방문할 곳을 표시하고 성, 전쟁터, 유명한 건물과 사람들에 대한 간략한 역사를 소개하면서, 큰 길가, 피해야할 도로, 하이킹 경로 등도 표시했다.
아우구스트 하인리히 호프만 폰 팔러슬레벤은 독일 국민의 언어적 통일성 뿐만 아니라 지리적 통일성도 가사를 통해 표현했다. 팔러슬레벤이 붙인 가사가 포함된 《독일인의 노래》(Das Lied der Deutschen)에서 그는 독일 전역의 주권자들에게 독일인들의 통일된 특성을 인식할 것을 촉구했다. 라인강이 '자연적인 동부 경계'였다는 프랑스의 주장에 대해 반발하여 막스 슈네켄부르거가 작성한 가사를 바탕으로 한 《라인 강의 파수꾼》와 같은 애국적인 노래들은 '독일성'이 언어적인 특성 뿐만이 아니라 지리적 특성에도 관심을 집중하기 시작했다. 《라인 강의 파수꾼》의 "조국이여 두려워 말지어라. / 굳세고 충실한 파수꾼, 라인 강의 파수꾼!"이라는 후렴구와 니콜라우스 베커의 《라인강》(Das Rheinlied)과 같은 애국적인 시에서 독일인들은 자신들의 영토와 조국을 지키기 위해 부름을 받았다. 1807년 알렉산더 폰 훔볼트는 민족적 특성이 지리적 영향을 받아 영토와 사람을 연결한다고 주장하였고, 이 주장은 오래된 요새와 유적지를 보존하려는 운동을 나타나게 만들었으며 특히 이 운동은 프랑스, 에스파냐 등과 수많은 전투를 벌였던 라인란트에 초점이 맞추었다.

### 1848-1849년 독일 혁명과 폴란드 봉기
1848-1849년 독일을 중심으로 일어난 혁명은 단일 헌법 아래의 독일의 통일을 추구했다. 혁명가들은 헌법 초안을 작성할 의회를 만들기 위해 여러 주 정부, 그 중에서도 특히 라인란트에 많은 압력을 가했다. 많은 좌익 혁명가들은 궁극적으로 새로 만들어질 헌법이 남성에 대한 보통선거와 상설 의회, 그리고 프로이센 왕의 주도 아래 통일된 독일을 확립할 수 있기를 원했다. 이는 좌익 혁명가들이 프로이센이 독일 국가들 중에서 가장 강력하고 지리적으로도 가장 큰 국가였기 때문에 통일 독일을 이끌 가장 좋은 적임자라고 생각했기 때문이다. 반면, 중도 우파 혁명가들은 자신의 국가들에서 확장된 참정권을 요구하며 느슨한 독일의 통합을 추구했다. 동시에, 프로이센이 점령한 폴란드 영토의 폴란드인들은 자신들만의 해방 계획을 세웠다.

#### 프랑크푸르트 국민의회

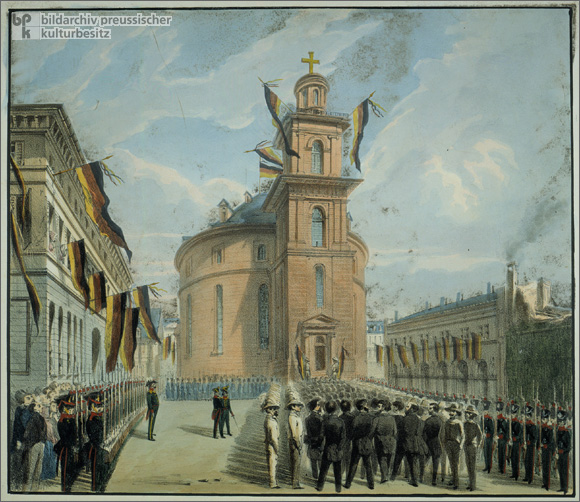
의회의 예비 의원들이 프랑크푸르트의 파울 교회로 이동하여 국민의회 투표의 토대를 마련했다.

혁명가들의 압력으로 인해, 납부한 세금에 따라 투표권의 가중치를 부여하여 일부 계급에 더 큰 힘을 주는 프로이센 3부 선거제(Preußisches Dreiklassenwahlrecht)와 같이 투표 참여 자격을 제한한 다양한 선거가 독일에서 실시되었다.
1849년 3월 27일 프랑크푸르트 국민의회는 파울교회 헌법(Paulskirchenverfassung)을 통과시키고 다음 달에 프로이센 국왕 프리드리히 빌헬름 4세를 카이저(Kaiser)라는 황제 칭호를 제공했다. 그러나 프리드리히 빌헬름 4세는 여러 가지 이유로 이를 거절했다. 공개적으로 그는 다른 독일 국가들의 동의 없이는 칭호를 받을 수 없다고 말했으며, 개인적으로는 다른 제후들의 반대와 오스트리아나 러시아의 개입을 두려워했다. 이에 더불어 그는 대중에 의해 선출된 의회로부터 칭호를 받는 것을 근본적으로 싫어했으며, 그는 "찰흙"으로 만든 왕관을 거부했다. 자유주의자들이 극복하기를 원했던 주권과 참정권에 대한 여러 문제들을 유발시키는 선거권의 요구에도 불구하고, 프랑크푸르트 국민의회는 헌법 초안을 작성하고 소독일주의 해결책에 대한 합의에 도달했다. 비록 국민의회의 시도와 자유주의자들은 그들이 추구하던 통일을 달성하는 데에는 실패했지만, 독일의 제후들 간의 협력과 개혁에 합의함으로써 가까스로 부분적인 성공을 거두었다.

#### 1848-1849년의 독일 제국에 대한 분석
독일의 역사학자들은 프랑크푸르트 국민의회의 성공과 실패가 독일의 국민국가 건설에 어떻게 기여했는지 수십 년 간 논쟁을 벌였다. 제1차 세계 대전 이후 등장하여 제2차 세계 대전 이후 본격적으로 추진력을 얻은 존더베크(Sonderweg, 특수한 길) 이념은 독일 자유주의자들이 프랑크푸르트 국민의회를 통해 실패함으로써 부르주아지가 보수주의자들과 타협하게 되었다고 주장한다. 또한 존더베크는 1848년 혁명을 통한 통일이 실패하여 1871년 국민국가가 늦게 성립되어 긍정적인 민족적 가치의 발전이 지연되었다고 주장한다. 아돌프 히틀러는 제1차 세계 대전 이후 독일 대중에게 위대한 조국을 위해 모든 것을 희생할 것을 촉구하였는데, 이는 그의 정권이 만들어낸 것이 아니라 단지 그는 존더베크의 주장과 같이 현대까지도 남아 있는 독일 사회의 전반적인 문화적 가치를 활용했을 뿐이다. 게다가 이러한 여러 주장은 1848년의 실패가 독일 중산층 사이에 잠재된 귀족적 갈망을 재확인했다고 주장하기도 하지만, 결과적으로 이러한 주장은 의식적인 현대화 계획을 세우지 못했다.
보다 최근의 학자들은 독일이 다른 국가들에 비해 특수한 길을 갖고 있지 않다고 주장하면서 존더베크와 같은 예외주의적 주장을 거부했다. 대신 현대의 학자들은 1848년의 자유주의 정치인들이 구체적인 성과를 거두었다고 생각한다. 이들의 생각과 주장은 이후 오토 폰 비스마르크의 사회 정책의 실행에 크게 기여한 것은 물론이고, 무엇보다 존더베크의 주장은 영국과 다른 국가의 경로가 수용된 표준이라는 기본 가정에 기반했다. 이러한 현대 학자들의 주장은 영국 중심의 발전 모델의 규범에 도전한다. 영국과 프랑스, 미국과 같은 정상 국가라고 생각되는 곳들에서도 19세기 중후반의 현대적 민족 국가의 성립은 고르게 발전하지 못했다. 1990년대 말 이후로, 존더베크의 주장은 생각보다 널리 받아들여졌음에도 불구하고, 학자들은 주로 이러한 주장을 국가 사회주의의 시대를 이해하는 데에만 도움이 될 것이라고 생각했다.

### 영향권 문제: 에어푸르트 연합과 올뮈츠 협약

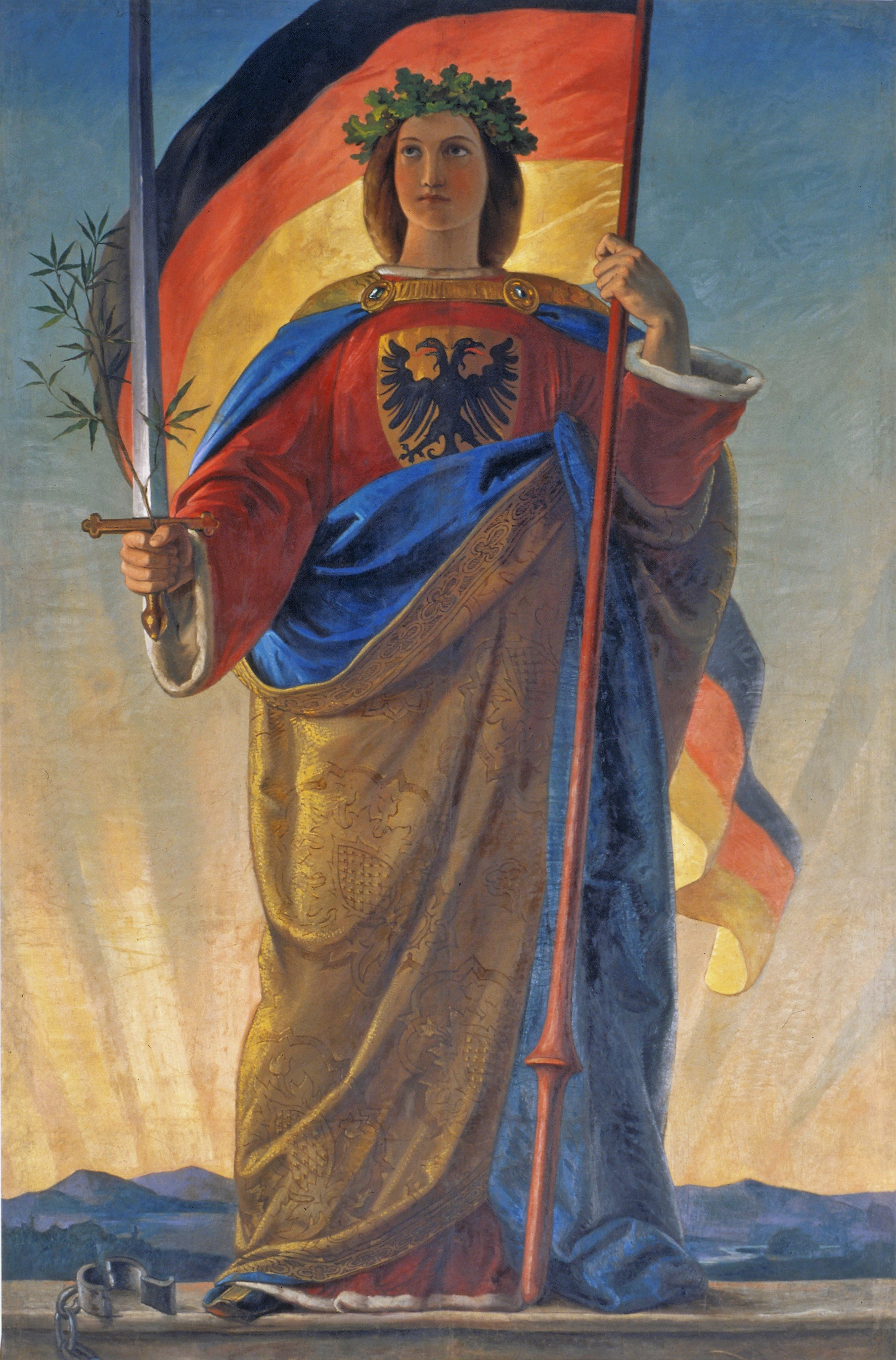
필리프 바이트의 게르마니아는 1848년 3월부터 1849년까지 프랑크푸르트 파울교회의 오르간을 가리기 위해 만들어졌으며, 칼은 하나님의 말씀을 상징하며 독일인의 회복과 승리의 정신을 묘사한다.

프랑크푸르트 국민의회가 해산된 이후, 요제프 마리아 폰 라도비츠 장군의 압력을 받은 프리드리히 빌헬름 4세는 독일 군주들의 자유 의사에 따라 오스트리아를 배제한 독일 국가들의 연합인 에어푸르트 연합의 설립을 지지했다. 프로이센에 의해 제안된 에어푸르트 연합이 실제로 설립되었다면 독일 국가들에 대한 오스트리아의 영향력을 거의 제거했을 것이다. 그러나 유렵의 영향권 영역을 확립한 빈 회의의 보증인 오스트리아와 러시아의 외교적 압력으로 인해 프로이센은 모라비아의 작은 마을 올로모우츠에서 열린 회의를 통해 에어푸르트 연합의 아이디어를 포기했다. 1850년 11월, 라도비츠와 프리드리히 빌헬름 4세의 프로이센은 오스트리아가 이끄는 '독일 연방'에 동의하는 올뮈츠 협약을 체결했으며, 프로이센인들 사이에서는 이 사건에 '올뮈츠의 굴욕'이라는 단어를 사용하기도 했다.

에어푸르트 연합과 올뮈츠 협약은 사소해 보이는 사건임에도 불구하고 독일 국가 간의 영향권에 대한 날카로운 문제를 가져왔다. 이 문제는 통일이 일어날 것인 것인가에 대한 것이 아닌, 언제 어떤 힘에 의해 통일이 일어나는지에 관한 것이었다. 전 프랑크푸르트 국민의원이었던 요한 구스타프 드로이젠은 이러한 문제에 대해 다음과 같은 말을 남겼다:
우리는 독일 문제가 전체가 프로이센과 오스트리아 간의 단순한 대안이라는 사실을 숨길 수 없다. 독일 국가들에서 독일인들의 삶은 긍정적인 측면과 부정적인 측면을 모두 가지고 있다. 전자의 측면에서는 국가적이고 개혁적인 성격을 띄고 있다는 것이며, 후자의 측면에서는 왕조 중심적이고 파괴적인 성격을 띄고 있다는 것이다. 독일 문제는 헌법적 문제가 아니라 권력의 문제이다. 이제 프로이센 왕조는 독일에 완전히 속할 수 있지만, 오스트리아 왕조는 그럴 수 없다.

이러한 상황에서 통일은 외교적 문제를 발생시켰다. 독일, 혹은 이탈리아에서의 통일 가능성은 1815년 설계된 영향권에 기반한 빈 체제를 붕괴시킬 수 있었다. 빈 체제의 주요 설계자인 메테르니히, 캐슬레이, 차르 알렉산드르 1세와 그의 외무장관 카를 네셀로데는 각각 지리적 영향권을 갖고 있는 영국, 프랑스, 러시아, 오스트리아라는 4개의 '강대국'에 의해 조직되고 구성되는 유럽을 만들었다. 프랑스는 이베리아 반도와 이탈리아 국가들을, 러시아는 중부, 동부 유럽과 발칸 반도의 국가들을 영향권 아래에 두었으며, 오스트리아는 이전 신성 로마 제국이 포함했던 대부분의 중부 유럽의 국가들을, 영국은 그 나머지의 세계, 주로 해양에서의 영향권을 가졌다.
이러한 영향권 체제는 독일과 이탈리아의 분열에 기반했다. 결과적으로, 하나의 깃발 아래 뭉친 독일의 국가는 중요한 문제를 발생시켰으며, 독일 국민이 누구인지, 독일 국가의 국경이 어디까지 확장될 것인지에 대하여 확실한 정의가 존재하지 않았다. 또한 '통일 독일'을 가장 잘 이끌고 방어할 수 있는 세력이 무엇인지에 대해서도 확실하지 못했으나, 이에 대해서는 여러 세력에서 주장을 제기했으며, 결과적으로 크게 두 가지 주장으로 형성되었다. '소독일'(Kleindeutschland) 해결책은 호엔촐레른가의 프로이센이 독일 국가들을 통일해야 한다고 주장했으며, '대독일'(Großdeutschland) 해결책은 합스부르크가의 오스트리아가 독일 국가들을 통일해야 한다고 주장했다. 이 논쟁은 1701년 프로이센 왕국 창설 이후 독일 국가들의 정치와 오스트리아-프로이센 외교를 지배했던 독일 이원론으로, 이후 20년 동안 절정에 달한다.

### 독일의 통일에 대한 대외적 기대
유럽의 민족주의자들은 독일 통일 운동에 큰 기대감을 가지고 있었고, 1850년 이후 독일의 통일 시도가 실패하자 민족 운동이 잠시 후퇴한다고 생각했다. 혁명가들은 민족 통일을 인류의 진보라고 여겼는데, 이는 주세페 가리발디가 독일의 혁명가 카를 블린트에게 쓴 편지의 내용 중 "인류의 진보가 멈춘 것처럼 보입니다. 당신은 뛰어난 지능으로 이를 이해할 수 있을 것입니다. 그 이유는 진실된 지도력을 갖춘 나라가 존재하지 않기 때문입니다. 물론 이러한 지도력은 다른 민족을 지배하는 것이 아닌 의무의 길로 이끌 때에 사용될 것이며, 이기주의로 인해 세워진 모든 장벽을 부수고 민족의 형제애로 이끄는 데에 사용될 것입니다."이라는 글에서 알 수 있다. 또한 가리발디는 "중세 기사도의 진정한 전통에 따라, 훨씬 더 훌륭하고 만족스러운 성취인 동료 인간의 고통을 덜어주는 잘못된 것을 바로잡고, 약한 자를 지원하기 위해 순간적인 이득과 물질적 이득을 희생하는 일종의 지도력이 필요합니다. 우리는 이 방향으로 우리를 이끌 수 있을 만큼 용기 있는 국가가 필요합니다. 이런 용기 있는 국가들은 잘못으로 고통받고 있거나 더 나은 삶을 열망하는 모든 사람들과 현재 외국의 억압을 견디고 있는 모든 사람들을 그 대의를 위해 집결시킬 것입니다."라는 내용도 편지에 담았다.

또한 독일의 통일은 주세페 마치니와 같은 유럽의 애국자들이 30년 이상 추진해 왔던 유럽 연합 창설의 필수적인 조건으로 여겨졌다. 이는 데니스 맥 스미스의 글을 통해 알 수 있다:
1834년 봄, 베른에 있는 동안, 마치니는 이탈리아, 폴란드, 독일에서 온 12명의 난민들은 청년 유럽당이라는 거창한 이름으로 새로운 연합체를 설립했다. 그것의 기본적이고 거창한 생각은, 1789년의 프랑스 혁명이 개인 자유의 개념을 확대시켰기 때문에, 이제는 또 다른 혁명이 국가의 자유를 위해 필요할 것이라는 생각이었다. 그리고 그들의 생각은 의심할 여지 없이 먼 미래에 자유로운 국가들이 결합하여 그들의 공동 이익을 규제하기 위해 모종의 연방 의회와 함께 느슨하게 연방을 구성할 수 있기를 희망했기 때문에 더 발전되었다. [...] 그의 의도는 다름아닌 소수의 강대국들의 억압적인 패권을 재구축하고 더 작은 국가들의 출현을 막았던 1815년에 빈 회의에서 합의한 유럽의 합의를 뒤엎는 것이었다. 마치니는 독립 국가들의 연맹이나 사회에 대한 그의 생각이 그의 일생 동안 실현되기를 희망했으나, 별로 확신하지 못했다. 실제로 청년 유럽당은 단기적인 존재 이상을 위한 돈과 대중의 지지가 부족했다. 그럼에도 불구하고 그는 항상 개별 국가들의 설립이 필수적인 예비가 될 통합된 대륙의 이상에 충실했다.

### 프로이센의 증가하는 힘: 현실정치

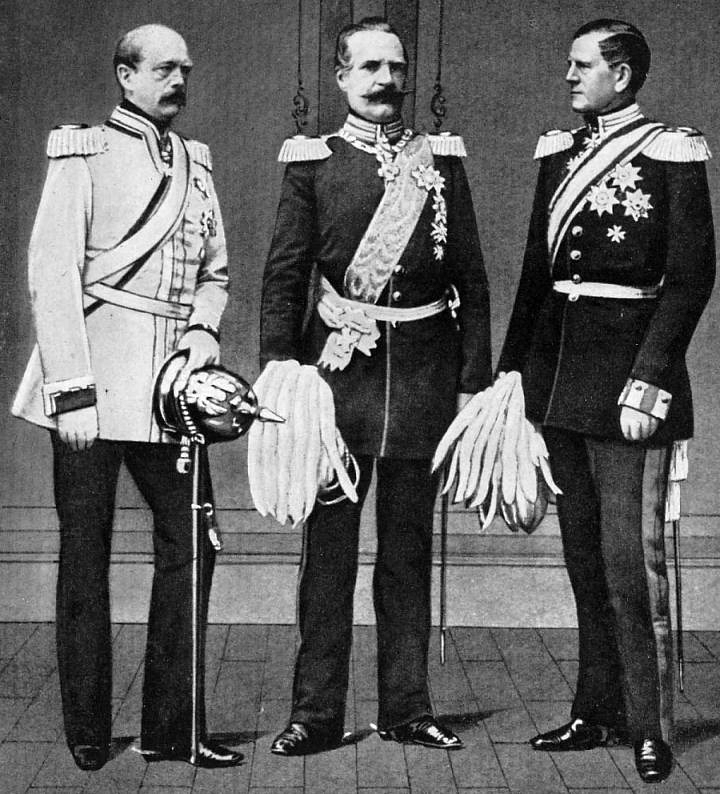
정치적, 외교적 지도력을 융합시킨 오토 폰 비스마르크(왼쪽), 군대를 재편성하고 훈련 방법을 변화시킨 알브레히트 폰 론(가운데), 군대 운용 방식과 전술을 개편시킨 헬무트 폰 몰트케(오른쪽) 등을 통해 프로이센은 1860년대 이후 유럽 문제에 관여하는 강대국 중 하나로 성장했다.

프로이센 국왕 프리드리히 빌헬름 4세는 1857년 뇌졸중으로 인해 더 이상 통치할 수 없었고, 이로 인해 그의 형 빌헬름이 프로이센 왕국의 섭정이 되었다. 한편, 헬무트 폰 몰트케는 1857년 프로이센의 장군참모가 되었고, 알브레히트 폰 론은 프로이센 전쟁부 장관이 되었으며, 이러한 프로이센군 내에서의 권력 변화는 미래에 중요한 결과를 가져오게 된다. 군대 편제에 적극적인 관심을 보인 알브레히트 폰 론과 국왕이 된 빌헬름 1세는 육군을 재편하기 시작했고, 헬무트 폰 몰트케는 작전 지휘를 간소화하여 전략적 방어를 재설계했다. 프로이센의 군제 개혁은 주로 군비 지출에 관하여 1860년부터 헌법적인 문제를 발생시켰는데, 그 이유는 국왕 빌헬름 1세와 의회 모두 군비 지출을 통제하고 싶어했기 때문이다. 빌헬름 1세는 프로이센의 총리로 오토 폰 비스마르크를 임명했고, 비스마르크는 국왕에게 유리하도록 위기를 해결했다.
1844-1845년의 크림 전쟁과 1859년 이탈리아 전쟁은 영국, 프랑스, 러시아, 오스트리아 간의 균형관계를 붕괴시켰다. 이러한 붕괴로 인한 혼란 속에서 몰트케의 작전 지휘 개편, 폰 론과 빌헬름의 군대 재편과 더불어 비스마르크의 외교 정책으로 인한 프로이센의 위신 증가는 유럽의 세력 균형을 재편시켰다. 이러한 군사적 개편과 프로이센의 군사력 사용 가능성에 기반한 외교 정책, 현실주의로 완화된 내부 보수주의 세력의 결합으로 인한 현실정치는 프로이센을 독일 내 주요 강국으로 확립시켰다.
비스마르크는 총리가 된 직후인 1862년 9월 30일 후에 '철혈 연설'이라는 이름으로 널리 알려지게 될 연설을 프로이센 의회 예산위원회에서 하였는데, 연설에서 그는 현실정치의 본질을 "작금의 거대한 문제 앞에 이루어져야 할 결단은, 1848년과 1849년에 이미 범하였던 거대한 실수인 연설과 다수결이 아닌, 철과 피로써 이루어져야 할 것이외다."라는 문구를 통해 표현했다. 비스마르크가 '철과 피'를 강조한 것은 종종 철과 피를 향한 독일인들의 욕망을 나타낸다고 잘못 사용되기도 했다. 우선 그의 "거대한 문제 앞에서 이루어져야 할 결단은 [...] 연설과 다수결이 아닌"이라는 말은 정치적 과정에 대한 거부로 해석될 때가 있으나, 비스마르크는 정치적 과정에 대한 거부를 옹호한 적이 없다. 또한, '피와 철'에 대한 그의 강조는 프로이센군이 그 어떠한 군대와도 비교할 수 없을 정도로 강력하다는 것으로 여겨지기도 하지만, 그는 철과 같은 군사 무기를 생산할 수 있는 능력과 필요한 경우 이러한 군사 무기들을 사용할 의지가 독일의 여러 국가들에게 있다는 것을 강조하기 위해 이와 같은 표현을 사용했다.
1862년 비스마르크가 연설을 한 이후, 범독일주의의 평화주의에 따라 1848년 자유민주주의의 성격을 가진 독일 국민국가 개념은 이보다 보수적인 비스마르크의 현실정치를 수용하기 위해 바뀌었다. 그는 통일된 독일을 프로이센의 호엔촐레른가와 연관시켰는데, 이를 일부 역사가들은 호엔촐레른가가 1871년 비스마르크가 독일을 통일하는 데에 크게 기여했다고 믿는다. 여러 독일 국가들을 연합시키는 조약으로 인해 비스마르크가 일방적인 정책을 펼치는 것은 금지되었으나, 일부 정치인들과 외교관들은 이것이 실용적이지 못하다는 생각을 했다. 독일 국가들을 통일시키기 위해 그는 독일의 한 국가를 선제 공격하여 모든 독일 국가들을 결집시킬 '외부의 적'이 필요했으며, 이 기회는 1870년에 나타났고 이는 프로이센-프랑스 전쟁이 발발하는 전쟁 명분이 되었다. 역사가들은 전쟁으로 이어진 이 사건에서 비스마르크의 역할에 대하여 오랫동안 논쟁을 벌여 왔다. 19세기 말과 20세기 초의 친프로이센 역사가들이 널리 퍼뜨린 전통적인 견해는 비스마르크가 항상 독일의 통일을 목표로 외교 정책을 펼쳤다는 것이다. 그러나 1945년 이후의 역사가들은 주로 그가 민족 국가를 통합하려는 거대한 계획보다는 전쟁을 일으키기 위해 상황을 조작한 것으로 단기적인 기회주의이자 냉소주의적 성격을 보인다고 여긴다. 그러나 그의 동기가 무엇이든, 비스마르크는 1866년과 1870년 사건을 조작함으로써 빌헬름 1세가 1862년부터 그에게 의지하게 만드는 정치적, 외교적 기술을 보여주었다.

보라색과 적갈색의 덴마크의 유틀란트 반도 지역, 붉은색과 갈색의 슐레스비히, 라임색과 노란색의 홀슈타인. 슐레스비히-홀슈타인 문제는 이 지역의 지위에 관한 것이었다.

세 가지 사건이 독일의 통일의 핵심이었음이 입증되었다. 첫 번째 사건은 덴마크의 프레데리크 7세가 적합한 상속자를 만들지 못하고 사망한 것으로 이것은 1864년 제2차 슐레스비히 전쟁을 발발시켰으며, 두 번째 사건인 이탈리아의 통일은 1866년 프로이센-오스트리아 전쟁 당시 프로이센에게 오스트리아에게 대항할 동맹국을 제공했고, 마지막 사건인 호엔촐레른가의 독일, 에스파냐에서의 집권으로 포위될 것을 두려워 한 프랑스가 1870년 프로이센에게 선전포고함으로써 프로이센-프랑스 전쟁이 발발하여 독일 통일의 마침표를 찍었다. 결과적으로, 프로이센은 비스마르크의 외교와 정치적 지도력, 폰 룬의 군대 개편, 폰 몰트케의 군사 전략 수정을 결합하여 1815년 빈 회의의 유럽 서명국 중 어떤 국가도 중앙 유럽에서 오스트리아의 영향권을 보장할 수 없다는 것을 입증하여 독일에서 프로이센의 패권을 달성하고 독일의 이원론 논쟁을 종식시켰다.

### 슐레스비히-홀슈타인 문제
비스마르크 주도 하의 독일 통일의 첫 번째 주요한 사건은 슐레스비히-홀슈타인 문제에서 벌어졌다. 1863년 11월 15일 덴마크의 국왕 크리스티안 9세는 슐레스비히, 홀슈타인, 라우엔부르크 공국의 공작이 되었으며, 이 공국들과 덴마크는 동군연합을 이루었다. 1863년 11월 18일 크리스티안 9세는 셸란과 윌란의 법을 대체하는 덴마크 11월 헌법에 서명하였으며, 이로 인해 슐레스비히 공국에서 새로운 법이 적용되었다. 독일 연방은 이러한 행위를 덴마크 왕국이 이 세 공국과 독립된 정체임을 확인한 1852년의 런던 협약을 위반했다고 판단했으며, 독일 연방은 홀슈타인과 라우엔부르크의 독일인들이 거주한다는 것으로 연방의 구성국들을 결집시킬 수 있었다. 홀슈타인과 라우엔부르크에는 대부분 독일인들이 거주했으며 생활에서 주로 독일어를 사용했지만, 홀슈타인은 상당한 덴마크인들과 덴마크의 역사를 가졌다. 11월 헌법을 폐지하려는 외교적 시도가 무산된 이후, 1864년 2월 1일 프로이센과 오스트리아군이 아이더강을 건너면서 전쟁이 시작되었다.
처음에 덴마크인들은 '다네비르케'(Dannevirke)라는 고대에 흙으로 건설된 요새를 사용하며 방어하려고 시도했지만, 이 요새는 방어에 소용없었다. 덴마크군은 근대화된 프로이센과 오스트리아 연합군의 상대가 되지 못했다. 전쟁에서 사용된 최초의 볼트 액션 총인 니들 소총은 2년 후의 프로이센-오스트리아 전쟁 당시에 프로이센군에 큰 힘이 되었다. 이 소총을 사용하는 프로이센군은 엎드린 상태로 5발을 발사하는 동안, 덴마크군은 단 1발만을 발사할 수 있었고 나머지 시간 동안은 서서 장전해야만 했다. 결국 이 전쟁은 프로이센과 오스트리아 연합군이 승리했으며, 두 나라는 1864년 10월 30일에 체결된 빈 조약에서 슐레스비히와 홀슈타인에 통제권을 각각 나누어 가졌다.

### 오스트리아와의 전쟁

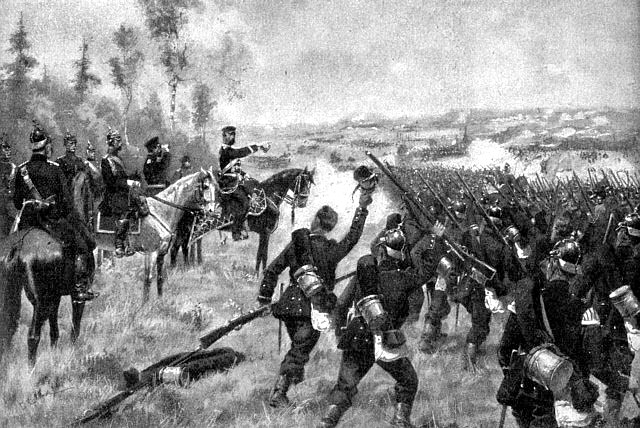
프로이센의 왕자 프리드리히 카를이 쾨니히그레츠 전투에서 열정적인 군대에게 공격을 명령하고 있다.

전쟁 발발 당시의 세력 지도:
프로이센
오스트리아
프로이센의 동맹국
오스트리아의 동맹국
독일 연방 내의 중립국
공동 관리 중인 슐레스비히-홀슈타인

전쟁 이후의 세력 지도:
프로이센
프로이센에 합병된 영토
프로이센의 동맹국
오스트리아
오스트리아의 동맹국
독일 연방 내의 중립국

비스마르크 주도 하의 독일 통일의 두 번째 주요한 사건은 1866년에 발생했다. 비스마르크는
통일된 이탈리아와 협력하여 오스트리아가 프로이센에 전쟁을 선포하도록 유도하는 외교적 환경을 조성했다. 전쟁의 극적인 조짐은 프랑크푸르트의 의회에서 나타났으며, 두 세력은 의회에서 독일의 모든 국가를 대표한다고 주장했다. 1886년 4월 피렌체의 프로이센 대표는 이탈리아 정부와 비밀 조약을 체결하여 오스트리아와의 전쟁에서 서로를 돕도록 약속했고, 다음 날 프랑크푸르트 의회에 참석한 프로이센 대표는 헌법, 직접 선출된 의회, 보통선거에 대한 계획안을 제출하고 수용을 요구했다. 독일의 자유주의자들은 프로이센 국가의회(Landtag)에서 비스마르크가 대표자들을 회유하는 동시에 거칠게 짓밟았던 기억을 가지고 있었기에 이러한 계획안 제출에 대해 회의적이었으며, 이러한 계획안 제출을 독일의 진보를 위한 것이라기보다는 프로이센의 힘을 강화시키기 위한 것이라고 생각했다.

#### 프로이센과 오스트리아 둘 중 하나
프로이센 대표가 제출한 국가 헌법에 대한 논쟁은 1866년 4월 티롤과 베네치아 국경에서 이탈리아군의 재배치 소식이 빈에 전해지면서 많은 논란을 불러일으켰으며, 이에 오스트리아 정부는 남부 지역에서 부분적인 동원령을 내렸다. 이탈리아는 전면 동원령을 내림으로써 대응했다. 합리적인 생각과 행동을 원하는 많은 사람들의 요구에도 불구하고, 이탈리아, 프로이센, 오스트리아는 계속해서 전쟁을 향해 달려나갔다. 5월 1일 프로이센 국왕 빌헬름 1세는 폰 몰트케에게 프로이센군의 지휘권을 부여하고 다음 날인 5월 2일에 본격적인 동원을 시작했다.
의회에서는 '미텔슈타텐'(Mittelstaaten)이라고 불리는 중소 규모의 국가들이 속한 동맹이 독일 연방 내에서의 완전한 동원 해제를 위해 지원했다. 이러한 동맹의 각국들은 이들이 합스부르크를 돕는 것을 막기 위한 비스마르크의 교묘한(혹은 노골적인) 유혹을 강렬히 거부했다. 이를 통해 프로이센 전쟁 내각은 합스부르크에 대항하고 프로이센을 지지하는 독일 내의 국가는 군사적, 정치적 영향력이 거의 없는 브란덴부르크 주변의 메클렌부르크슈베린과 메클렌부르크슈트렐리츠 대공국뿐이라는 것을 깨달았다. 이에 더불어 오스트리아에 대항하는 프로이센의 해외 동맹국은 이탈리아뿐이었다.
프로이센의 군사적 대응에 대한 반대는 다른 사회, 정치적 집단에서도 표현되었다. 독일 국가들 전역에서 각국의 국가의회는 물론 독일의 통일을 지지하는 자유주의 정치인들과 독일의 통일을 통해 큰 이익을 얻는 상인들까지도 프로이센과 오스트리아 간의 전쟁에 반대했다. 그 이유는 자신 스스로를 '시민적'이고 '부르주아적'이라고 생각했던 이들이 이러한 갈등이 프로이센과 오스트리아의 왕가에만 이익이 될 것이라고 생각했기 때문이었다. 여론도 프로이센의 지배에 반대했는데, 라인강 주위의 가톨릭 교도들, 특히 쾰른과 루르 계곡과 같은 인구가 많은 지역에서는 오스트리아를 지원했다. 1866년 늦봄까지 대부분의 독일의 주요 국가들은 독일을 군사적으로 재조직하려는 프로이센의 노력에 반대했다. 프로이센 내각은 이를 독일의 통일이 권력의 문제이자 그 권력을 사용할 힘과 의지에 대한 문제이기 때문으로 이해했다. 한편 프랑크푸르트 의회의 자유주의자들은 독일의 통일을 여러 이념의 정당들 사이에서 권력을 분배하는 협상 과정으로 보았다.

#### 고립된 오스트리아
많은 독일 내의 국가들이 전쟁 발발 당시 오스트리아를 지원했음에도 불구하고, 그들 중 대부분은 방어에만 전념했으며 프로이센군과의 전투에서 주도권을 잡지 못했다. 이로 인해 오스트리아군은 오직 작센의 지원만을 받아 기술적으로 뛰어난 프로이센군과 맞써야 했다. 프랑스는 지원을 약속했지만, 지원은 지연되는 동시에 부족했다. 무엇보다 오스트리아의 상황을 복잡하게 만든 것은 오스트리아 남부 국경에서의 이탈리아군의 동원으로 인해 프로이센과의 전투에서 벗어나 베네치아와 아드리아해의 두 번째 전선에서 이탈리아에 맞써 전투를 진행하기 위해 병력을 분할해야 했다는 것이었다.
프로이센에게 있어서 러시아가 오스트리아와 손잡고 전쟁에 개입하는 것을 막기 위해서 빠르게 전쟁을 끝내야만 했다. 사도바(Sadová) 마을 근처에서 진행된 쾨니히그레츠 전투에서 프리드리히 카를과 그의 군대는 계획과 어긋나 잘못된 장소에 늦게 도착했으나, 그는 군대에게 즉시 전투에 나설 것을 명령했다. 이 전투에서 프로이센은 전쟁에서 결정적인 승리를 얻었으며 합스부르크가에게 불리한 조건의 프라하 평화 협정으로 전쟁을 끝내도록 강요할 수 있었고, 이는 오스트리아를 제외한 독일, 즉 '소독일'(Kleindeutschland) 해결책의 토대를 마련했다.

## 통일의 실현
정치지리학적으로, '독일'이라는 명칭을 사용할 만할 적절한 지역이 없다. 독일인들은 매우 많은 왕국, 대공국, 공작령과 대공국에 거주하며, 각각의 국가들은 모든 기관을 갖춘 독립적인 주권자에 의해 개별적으로 통치된다. 그러나 민족적 감정과 독일인들을 하나의 공통의 수장에 의해 국가 단위로 통치되는 하나의 위대한 국가로 통합하려는 자연스러운 암류(undercurrent)가 있다.— The New York Times, 1866년 7월 1일

### 프라하 평화 조약과 북독일 연방
프라하 평화 협정으로 독일 연방이 해체되었다. 이전에 독일을 이끌었던 오스트리아 제국은 대부분의 남독일 동맹국과 함께, 프로이센이 북독일의 하노버, 헤센카셀, 나사우, 프랑크푸르트 전체와 헤센다름슈타트의 일부를 합병하는 북독일 연방 조약에서 제외되었다. 이와 동시에 연방 조약에서는 프로이센의 기원인 동프로이센과 프로이센이 점령한 폴란드어 지역인 포젠과 서프로이센이 공식적으로 북독일 연방에 합류하여 공식적인 독일의 영토가 되었다. 북독일 연방 헌법이 체결된 이후, 이 새로운 국가는 자체 헌법, 국기, 정부와 행정 구조를 가지게 되었다.
비스마르크의 프로이센은 군사적 승리를 통해 독일의 통일에 대한 오스트리아의 적극적인 저항을 극복했다. 마인강 남쪽의 국가들(바덴, 뷔르템베르크, 바이에른)은 전쟁 배상금을 지불하고 프로이센의 영향권에 들어가는 동맹을 형성할 것을 요구하는 별도의 조약에 서명해야만 했다. 독일 국가들에 대한 오스트리아의 영향력은 감소했을지 모르지만, 많은 독일 국가가 프로이센 권력 정치에 반대했기 때문에 전쟁은 범독일 통합의 정신도 사라졌다.

### 이탈리아의 통일과 오스트리아-헝가리 타협
프라하 평화 협정은 오스트리아에게 관대한 조건을 제시했지만, 새롭게 통일된 국민국가 이탈리아와의 관계는 대대적인 재조정을 해야만 했다. 전쟁에서 오스트리아군은 이탈리아군을 상대로 군사적으로 더 큰 성공을 거두었으나 전쟁의 결과로 베네치아 지역을 잃게 되었다. 합스부르크가는 베네치아를 프랑스에 양도했고, 프랑스 정부는 공식적으로 이탈리아에게 지배권을 넘겼다.
독일 국가들에 대한 오스트리아의 지배가 끝나자 오스트리아의 관심은 발칸 반도로 옮겨졌으며, 오스트리아가 프로이센에게 패배한 것은 오스트리아 내부에서 내부 분열, 지방 자치와 자유주의에 대한 재평가를 불러일으키기도 했다. 1867년, 오스트리아 황제 프란츠 요제프 1세는 자신이 지배하는 헝가리 영토에 오스트리아와 동등한 지위를 부여하는 대타협을 체결하여 오스트리아-헝가리라는 이중군주국을 형성했다.

### 프랑스와의 전쟁
프랑스인들은 프로이센의 승리에 분개했고 '사도바의 복수'(Revanche pour Sadová)를 요구했으며, 이는 프로이센-프랑스 전쟁이 발발하기 직전 몇 달 동안 가속화된 프랑스인들의 반프로이센 감정을 잘 보여준다. 또한 프로이센과 오스트리아 전쟁은 프랑스 정부와 프로이센 정부 간의 관계를 손상시켰다. 이는 1865년 9월 비스마르크는 비아리츠에서 열린 나폴레옹 3세와의 회담에서 프랑스가 전쟁에서 중립을 유지하는 대가로 벨기에와 룩셈부르크의 일부를 합병할 수 있다는 것을 말해주었으나, 결과적으로 전후 합병은 실현되지 않았고 나폴레옹이 비스마르크에 대한 적대감을 갖게 만들었다.

#### 배경
1870년까지 프로이센-오스트리아 전쟁의 3가지 교훈이 명백해졌다. 첫 번째는 군사적 무력을 통해 강력한 국가가 1815년 빈 회의로 확립된 오래된 동맹과 영향력에 도전할 수 있다는 것이었고, 두 번째는 외교적으로 능숙한 지도자는 외교적 책략을 통해 적대적인 국가가 먼저 전쟁을 선포하도록 만드는 환경을 조성할 수 있다는 것이었으며, 이것은 자신의 국가를 외부 침략의 '피해자'로서 만들어 자신의 동맹국의 도움을 받을 수 있게 만들었다. 마지막은 프로이센의 군사력이 오스트리아를 훨씬 능가했기 때문에 프로이센이 연방 내에서 잠재적인 간섭이나 침략을 모두 막아낼 수 있었다는 것이었다. 1866년 당시 대부분의 중소규모 독일 국가들은 프로이센에 반대했지만, 1870년까지 이 국가들은 프로이센에게 강요당하고 설득되어 상호 보호 동맹을 맺게 되었으며, 이는 만약 어떤 유럽의 국가가 상호 보호 동맹에 참여한 국가에게 전쟁을 선포했을 때 모든 동맹국이 그 국가를 보호하기 위해 나서게 될 것을 의미했다. 유럽의 정치 상황을 능숙하게 조작한 비스마르크는 프랑스가 독일 문제에서 침략자 역할을 하고, 프로이센은 독일의 권리와 자유의 수호자 역할을 하도록 하는 상황을 만들게 되었다.
1815년 빈 회의의 메테르니히와 보수 지도자들은 페르난도 7세의 에스파냐 군주제를 재건했다. 이후 40년 동안 주요 강대국들은 스페인의 군주제를 지지했지만, 1868년의 사건들은 구 체제를 더욱 시험하게 되었으며 이는 마침내 비스마르크가 필요로 하는 외부 계기를 마련하는 사건이 되었다.

#### 에스파냐에서의 전쟁의 조짐
에스파냐에서 혁명이 발생해 이사벨 2세가 폐위되었으며, 그녀가 파리에서 호화스러운 망명 생활을 하는 동안 에스파냐의 왕위는 비어 있었다. 적합한 가톨릭 후계자를 찾고 있었던 에스파냐는 총 3명의 왕자들에게 자리를 제안했지만, 서유럽의 권력자로서 나폴레옹 3세의 압력으로 인해 모두 거절당했다.
결국 1870년 에스파냐 섭정은 호엔촐레른지크마링겐가의 레오폴트에게 왕위를 제안했으며, 이후에 역사가들은 그를 '호엔촐레른 후보'라고 불렀다. 이런 제안이 있었던 이후 몇 주 동안 에스파냐의 제안은 유럽 전역에서 화제가 되었으며, 비스마르크는 레오폴트에게 왕위를 받아들일 것을 권유했다. 에스파냐에서 호엔촐레른지크마링겐가가 왕위를 이어받게 된다는 것은 프랑스의 남쪽과 동쪽의 독일과 에스파냐 모두 호엔촐레른가 혈통의 독일 왕이 지배한다는 것을 의미했으며, 이는 비스마르크에게는 즐거운 상황이었을지 모르지만, 프랑스의 나폴레옹 3세나 외무장관 그라몽 공작 아제노르에게는 받아들일 수 없는 일이었다. 그라몽 공작은 호엔촐레른가의 수장 빌헬름 1세에게 공식적인 최후 통첩을 보냈는데, 여기서 그는 호엔촐레른가가 에스파냐의 왕위를 받아들인다면 프랑스 정부가 대응할 것이라고 경고했으나, 이 대응의 성격을 모호하게 남겨놓았다. 레오폴트 후작은 왕위를 거부하면서 위기를 누그러뜨렸으나, 베를린 주재 프랑스 대사는 이 문제를 가만히 두지 않았다. 그는 빌헬름 1세가 바트엠스에서 휴가를 보내고 있는 동안 접근하여 호엔촐레른가의 인물이 에스파냐 왕위에 오르는 것을 지지하지 않는다는 것을 약속할 성명을 발표할 것을 요구했다. 빌헬름 1세는 이에 대한 진술을 거부하고 비스마르크에게 프랑스의 요구 사항을 설명하는 전보를 보냈다. 여기서 비스마르크는 이 사실에 대해 문구를 단축하고 날카롭게 왜곡시켜 언론에게 발표했으며, 이는 나중에 엠스 전보 사건으로 알려지게 된다. 프랑스의 《하바스》(Havas)가 이것을 번역하면서 사도바에서의 굴욕을 잊지 않은 프랑스인들의 분노를 만들었으며, 프랑스 대중들은 전쟁을 요구했다.

#### 공식적인 전쟁 발발과 프랑스 제2제국의 비참한 종말

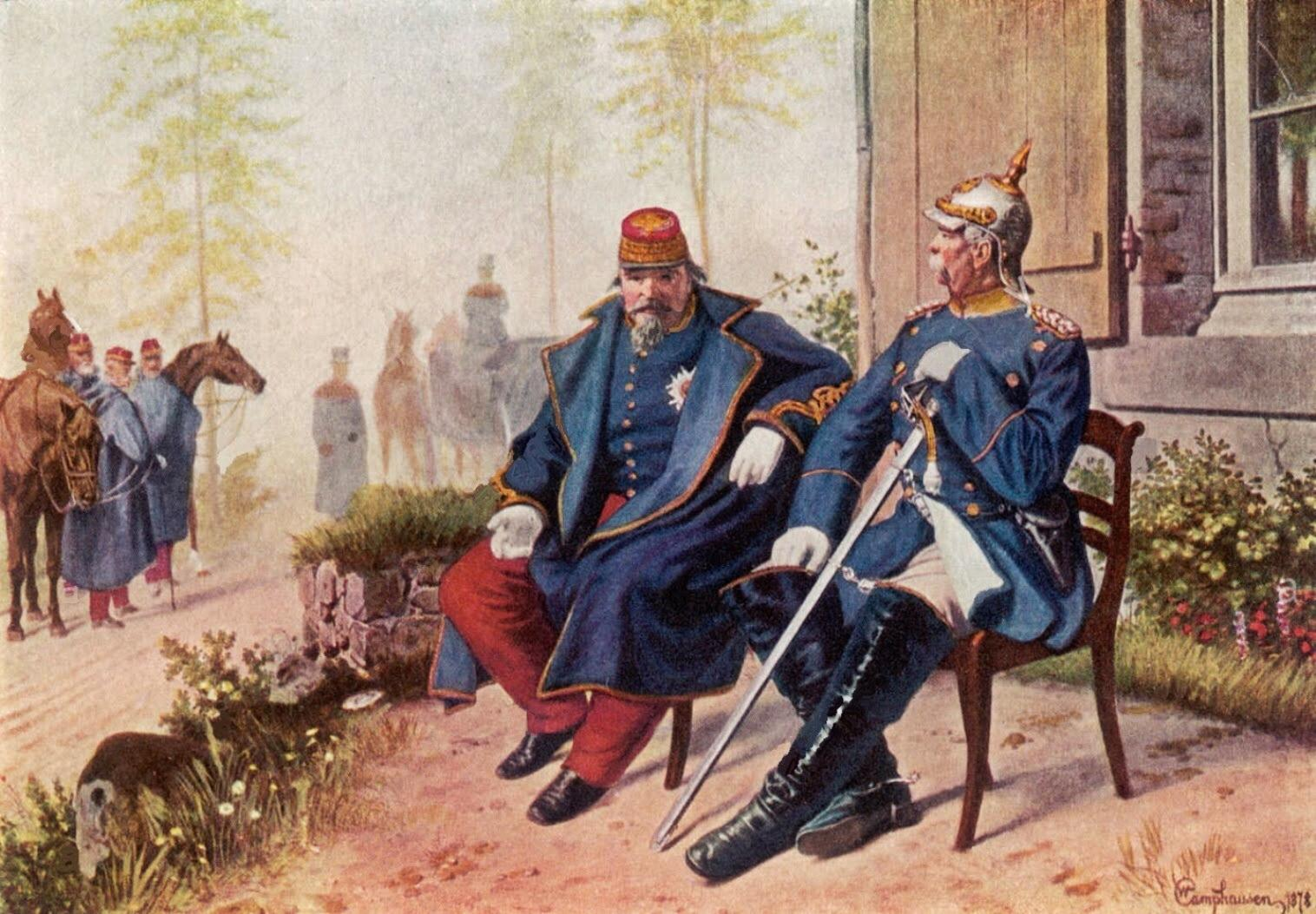
1870년 9월 2일, 스당에서 '나폴레옹의 항복한 검'을 들고 있는 비스마르크의 옆에 앉아 있는 나폴레옹 3세(왼쪽). 프랑스군의 패배로 인해 나폴레옹 정권은 무너졌으며 프랑스 제3공화국이 세워졌다.

나폴레옹 3세는 프로이센-오스트리아 전쟁이 진행되던 동안 양측으로부터 약간의 영토를 얻으려고 노력했지만, 평화 협정에서 중재자 역할을 했음에도 불구하고 아무 성과도 거두지 못했다. 이후 그는 프랑스가 프로이센과 전쟁을 벌이면 오스트리아가 복수하기 위해 전쟁에 참여하기를 원했으며, 이전 반프로이센 동맹국, 특히 바덴, 뷔르템베르크, 바이에른 또한 동맹이 되기를 바랐다. 그러나 북독일 연방 조약으로 인해 독일의 대부분의 국가가 군사적으로 통합된 이후 프랑스에 맞서 싸우게 되므로 이러한 나폴레옹의 생각은 실현되지 못했다. 독일의 국가들의 지원을 받는 프로이센을 상대로 프랑스는 동맹국 없이 전쟁을 벌였다.
폰 룬의 군대 재편성과 폰 몰트케의 전술 개편이 합쳐져 프랑스와의 전쟁에 큰 효과를 거두었다. 프로이센의 동원 속도는 프랑스 정부를 놀라게 했고, 70년 전 나폴레옹 1세의 전술을 연상시키는 특정 지점에 군사를 집결시키는 프로이센의 지휘 능력은 프랑스군을 압도했다. 효율적으로 배치된 철도망을 이용하여 프로이센군은 휴식을 취하고 전투 준비를 갖춘 전투 지역으로 빠르게 이동한 반면, 프랑스군은 전투 지역에 도달하기 위해 상당한 거리를 행진해야만 했다. 슈피헤렌(Spicheren), 뵈르트(Wörth), 마르스라투르(Mars-la-Tour), 그라블로트(Gravelotte) 등 연이은 전투에서 프로이센군은 프랑스의 주요군을 격파하고 메스와 파리로 진격했다. 1870년 9월 1일 스당에서 프로이센군은 나폴레옹 3세과 그 군대를 포로로 잡았다.

#### 독일 제국의 선포

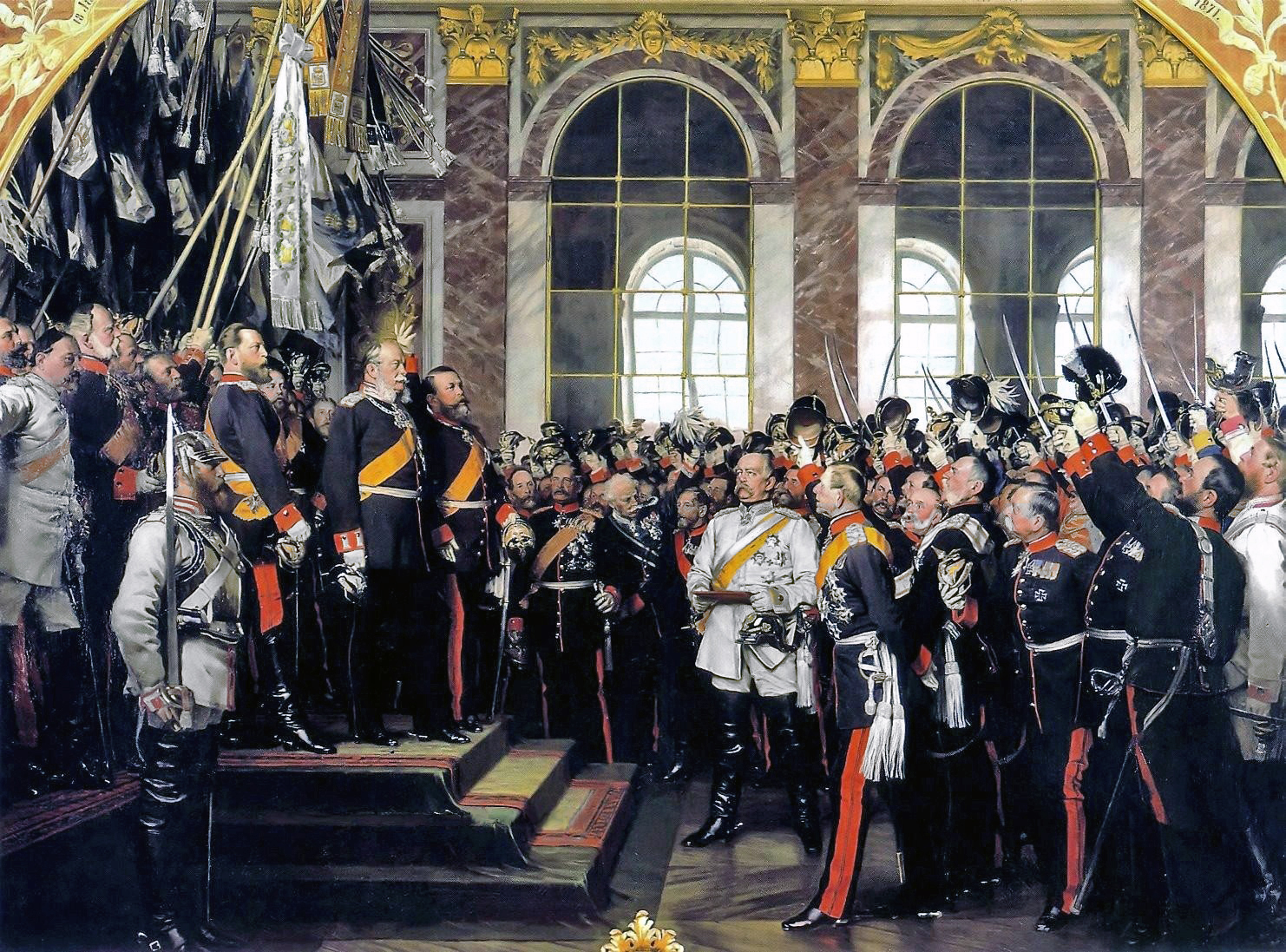
1871년 1월 18일 베르사유 궁전 거울의 방에서의 독일 제국 선포를 묘사한 안톤 폰 베르너의 그림. 비스마르크는 흰색 옷을 입고 있고 바덴 대공이 빌헬름의 옆에서 환호를 이끌어 내고 있으며 나중에 프리드리히 3세가 될 프리드리히 왕세자가 왕의 오른쪽에 서 있다.

프랑스 황제의 굴욕적인 생포와 자를란트의 임시 수용소에 포로로 잡혀 있는 프랑스군은 프랑스 정부를 혼란에 빠뜨렸고, 이에 나폴레옹의 반대파들은 그의 정부를 전복시키고 제3공화국을 선포했다. 스당 전투 이후 며칠 동안 프로이센 사절단은 프랑스에서 알자스-로렌의 양도뿐만 아니라 막대한 전쟁 배상금을 요구했으나, 프랑스의 모든 대표들은 "영토 보전을 바탕으로 휴전 협정이 체결되어야 한다"고 주장하며 이를 거절했다. 즉, 프랑스는 전쟁을 시작한 것에 배상금을 지불하되, 줄스 파브르의 말을 인용하여 "프랑스의 땅덩어리도 요새의 돌까지도 양도하지 않을 것이다." 독일의 최고 사령부는 프랑스의 평화 제의를 기대했지만 새로운 제3공화국은 항복을 거부했다. 이에 프로이센군은 파리에 집중하여 1월 중순까지 매일 약 12,000발의 포탄과 300-400개의 수류탄을 도시에 발사했으나, 효과적이지는 않았다. 1871년 1월 18일, 독일의 군주들과 고위 장교들은 베르사유 궁전 거울의 방에서 빌헬름 1세를 '독일의 황제'로 선포했다. 이어지는 프랑크푸르트 조약에 따라 프랑스는 전통적인 독일어권이었던 대부분의 영토를 포기하는 동시에, 1807년 나폴레옹 보나파르트가 프로이센에게 제시한 배상금과 똑같이 인구 기준으로 계산된 배상금을 지불했으며 프랑스 북부와 파리 일대에 독일군의 주둔과 배상금 지불에 따른 단계적인 철수에 동의해야 했다.

#### '통일 과정의 최종 결과물'로서의 전쟁
프로이센-프랑스 전쟁에서 프로이센의 승리는 독일의 통일 과정의 최종 결과물이었음이 입증되었다. 1860년대 전반에 오스트리아와 프로이센은 모두 독일 국가를 대표하기 위해 경쟁했다. 이 둘 모두 해외에서 독일의 이득을 지지하고 국내에서 이를 보호할 수 있다고 주장했으며, 슐레스비히-홀슈타인 문제에서 서로의 '성실함'도 입증했다. 1866년 오스트리아에 대한 프로이센의 승리 이후, 프로이센은 내부적으로 독일의 국가들을 대변하고 독일의 이익을 방어할 권한을 주장하기 시작한 반면에, 오스트리아는 발칸 반도에 더 많은 관심을 기울이기 시작했다. 1871년 프랑스에 대한 프로이센의 승리는 오스트리아를 제외한 독일 국가에 대한 패권을 국제적인 수준으로 확대했다. 빌헬름 1세를 카이저로 선포하면서 프로이센은 새로운 제국이 되었으며, 남부 국가들은 1871년 베르사유 조약을 통해 공식적으로 통일 독일에 통합되었고, 이를 통해 공식적인 전쟁이 모두 끝났다. 프로이센의 총리 비스마르크는 독일을 느슨한 연방에서 강력한 통합 연방 국민 국가로 변화시키는 일을 주도했지만 모든 것을 혼자서 이룬 것은 아니다. 독일의 통일은 신성 로마 제국의 법과 '관세동맹'을 통한 경제적 협력의 전통을 바탕으로 이루어졌으며, 3월 전기에서의 어려움, 1848년 자유주의자들, 폰 룬의 군대 재편, 폰 몰트케의 전략 수정 등이 정치적 통일에 큰 영향을 주었다. 카를 마르크스는 "통일(Einheit)은 자유(Freiheit)를 희생하여 달성되었다. 독일 제국은 부르주아들의 영향을 받고, 관료제로 장식되고, 경찰의 지배를 받으며, 봉건적 요소를 지닌 의회 형태로 위장한 군사 독재 체제가 되었다."라는 프로이센의 독일 통일에 대해 비판적인 의견을 보였다. 실제로 많은 역사가들은 1914년 독일이 '전쟁으로 도피'한 것이 1870년 가을 베르사유에서 비스마르크가 만들어낸 내부 정치적 모순 때문이었다고 간주하기도 한다.

### 내부 정치와 행정적 통합
새로운 독일 제국은 25개의 '구성국'(Bundesstaaten)과 1개의 '제국령'(Reichsland) 등의 26개의 정체로 이루어진 연방의 형태를 가졌다. 이러한 형태의 독일은 오스트리아를 포함하는 '대독일 해결책'(Großdeutsche Lösung)이 아닌 '소독일 해결책'(Kleindeutschland Lösung)을 실현한 국가였다. 다양한 국가들을 하나의 국가로 통합하는 것은 이 국가들이 사기를 북돋기 위해 노력하는 동안, 보다 많은 군사적인 승리를 필요로 했다. 또한 정치적, 사회적, 문화적인 행동들에 대한 새로운 표준과 '우리'와 '그들'에 대한 새로운 새로운 정의의 구축이 필요했으며, "이 새로운 국가의 구성원은 누구이며, 무엇을 상징하고, 어떻게 조직되었는가?"와 같은 질문에도 답이 있어야 했다.

#### 제국의 구성국
독일 제국은 종종 군주들의 연합체로 여겨지기도 하지만, 엄연히 제국은 주요 4개의 입헌군주정과 3개의 공화주의 한자 도시들에 이르기까지 각각의 다양한 정부 형태를 가진 26개의 정체가 연합하여 만들어졌다.
|                                        | \| 국가 \| 국가 \| 수도 \| \| -------------------------------------- \| ------------------------ \| -------------- \| \| 왕국 (Königreiche) \| \| \| \| \| 프로이센 \| 베를린 \| \| \| 바이에른 \| 뮌헨 \| \| \| 작센 \| 드레스덴 \| \| \| 뷔르템베르크 \| 슈투트가르트 \| \| 대공국 (Großherzogtümer) \| \| \| \| \| 바덴 \| 카를스루에 \| \| \| 헤센 \| 다름슈타트 \| \| \| 메클렌부르크슈베린 \| 슈베린 \| \| \| 메클렌부르크슈트렐리츠 \| 노이슈트렐리츠 \| \| \| 올덴부르크 \| 올덴부르크 \| \| \| 작센바이마르아이제나흐 \| 바이마르 \| \| 공국 (Herzogtümer) \| \| \| \| \| 안할트 \| 데사우 \| \| \| 브라운슈바이크 \| 브라운슈바이크 \| \| \| 작센알텐부르크 \| 알텐부르크 \| \| \| 작센코부르크고타 \| 코부르크 \| \| \| 작센마이닝겐 \| 마이닝겐 \| \| 후국 (Fürstentümer) \| \| \| \| \| 리페 \| 데트몰트 \| \| \| 로이스게라 \| 게라 \| \| \| 로이스그라이츠 \| 그라이츠 \| \| \| 샤움부르크리페 \| 뷔케부르크 \| \| \| 슈바르츠부르크루돌슈타트 \| 루돌슈타트 \| \| \| 슈바르츠부르크존더샤우젠 \| 존더샤우젠 \| \| \| 발데크피르몬트 \| 아롤젠 \| \| 자유/한자 도시 (Freie und Hansestädte) \| \| \| \| \| 브레멘 \| \| \| \| 함부르크 \| \| \| \| 뤼베크 \| \| \| 제국령 (Reichsländer) \| \| \| \| \| 알자스-로렌 \| 스트라스부르크 \| · |                |
| 국가                                   | 국가 | 수도           |
| 왕국 (Königreiche)                     | |                |
|                                        | 프로이센 | 베를린         |
|                                        | 바이에른 | 뮌헨           |
|                                        | 작센 | 드레스덴       |
|                                        | 뷔르템베르크 | 슈투트가르트   |
| 대공국 (Großherzogtümer)               | |                |
|                                        | 바덴 | 카를스루에     |
|                                        | 헤센 | 다름슈타트     |
|                                        | 메클렌부르크슈베린 | 슈베린         |
|                                        | 메클렌부르크슈트렐리츠 | 노이슈트렐리츠 |
|                                        | 올덴부르크 | 올덴부르크     |
|                                        | 작센바이마르아이제나흐 | 바이마르       |
| 공국 (Herzogtümer)                     | |                |
|                                        | 안할트 | 데사우         |
|                                        | 브라운슈바이크 | 브라운슈바이크 |
|                                        | 작센알텐부르크 | 알텐부르크     |
|                                        | 작센코부르크고타 | 코부르크       |
|                                        | 작센마이닝겐 | 마이닝겐       |
| 후국 (Fürstentümer)                    | |                |
|                                        | 리페 | 데트몰트       |
|                                        | 로이스게라 | 게라           |
|                                        | 로이스그라이츠 | 그라이츠       |
|                                        | 샤움부르크리페 | 뷔케부르크     |
|                                        | 슈바르츠부르크루돌슈타트 | 루돌슈타트     |
|                                        | 슈바르츠부르크존더샤우젠 | 존더샤우젠     |
|                                        | 발데크피르몬트 | 아롤젠         |
| 자유/한자 도시 (Freie und Hansestädte) | |                |
|                                        | 브레멘 |                |
|                                        | 함부르크 |                |
|                                        | 뤼베크 |                |
| 제국령 (Reichsländer)                  | |                |
|                                        | 알자스-로렌 | 스트라스부르크 |

#### 제국의 정치 구조
1866년 북독일 연방 헌법은 약간의 조정의 과정을 거쳐 1871년 독일 제국 헌법이 되었다. 이 헌법의 조정으로 인해 독일은 몇 가지의 민주적 특징을 갖게 되었는데, 이 특징은 프로이센 의회와 달리 25세 이상의 남성에게 직접적이고 평등며 조작이 없는 투표권을 부여하여 선출된 독일 제국의 국가의회가 상당한 자부심을 갖게 되었다는 것이다. 그러나 법률을 제정하려면 프로이센이 절대적인 영향력을 행사하고 있는 연방상원(Bundesrat)의 동의가 필요했으며, 프로이센은 거부권 행사에 필요한 14표만으로 의원 58명 중 17명을 임명할 수 있었다. 따라서 프로이센은 총리를 임명한 카이저라는 프로이센 왕에게 행정권을 부여하면서 두 기관 모두에 영향력을 행사할 수 있었으며, 총리는 오로지 황제에게만 책임을 지고 황제의 재량에 따라 직무를 수행했다. 공식적으로 총리는 1인 내각의 역할을 하며 모든 국정을 책임졌고, 실제로 차관이 비공식적으로 장관 역할을 수행했다. 1872-1873년과 1892-1894년 두 차례를 제외하고, 독일의 총리는 항상 동시에 호엔촐레른 왕조의 본국인 프로이센의 총리였다. 국가의회는 법안을 통과, 수정, 거부할 수 있는 권한을 갖고 있음에도 불구하고 법안을 발의할 수 있는 권한은 총리에게 있었다. 제국 내의 구성국들은 자체 정부를 유지했지만 소규모 국가들의 군대는 프로이센의 간섭을 받았으며, 바이에른과 작센 왕국과 같이 규모가 큰 국가의 군대는 어느 정도의 자치권을 유지했지만 프로이센의 군사 원칙에 맞춰 대대적인 개혁을 거치고 전시에는 제국 정부의 통제를 받아야만 했다.

#### 역사적 논쟁과 사회적 구조

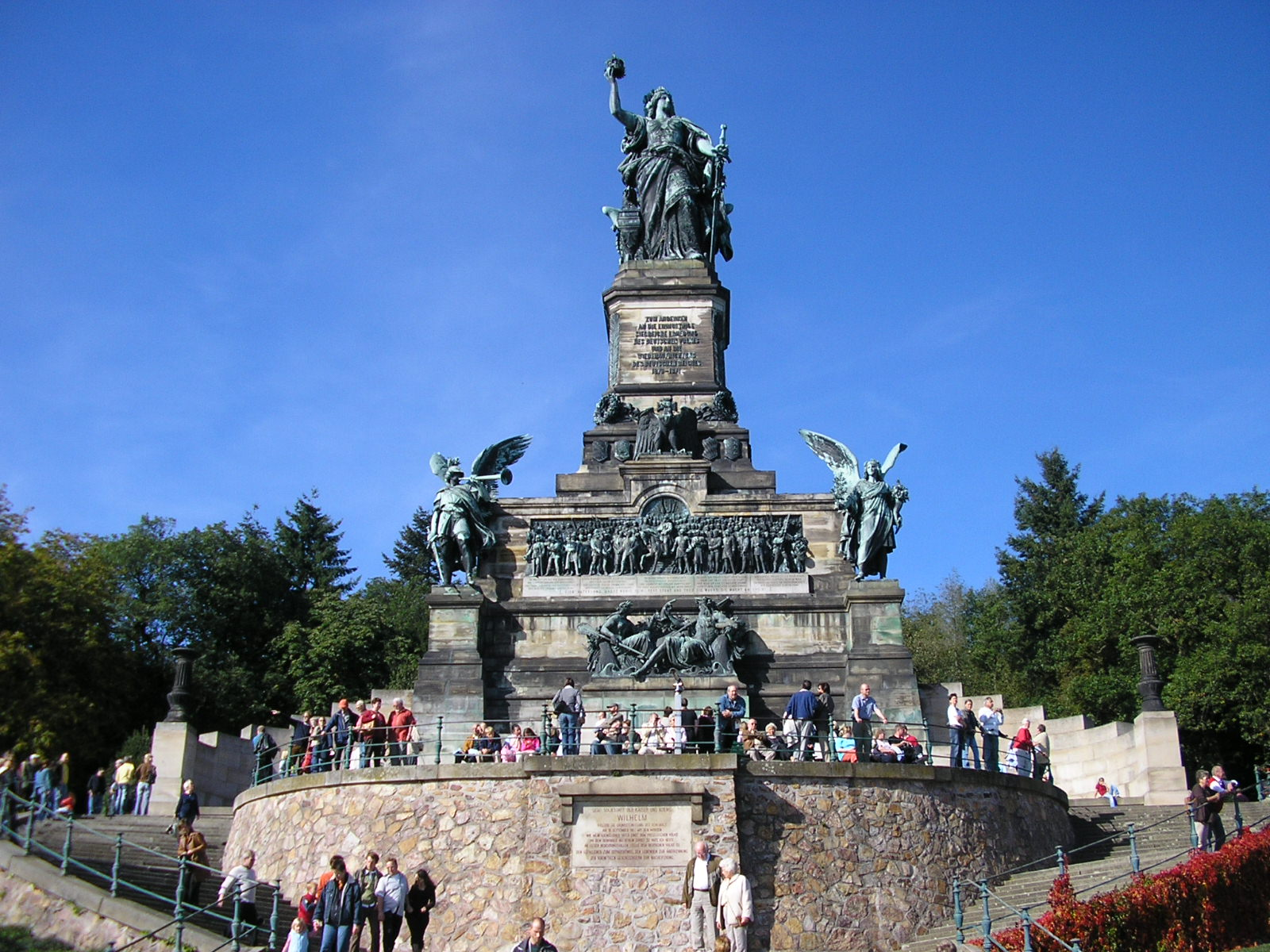
니데르발트 기념비라고도 불리는 '게르마니아' 동상은 1877-1883년에 뤼데스하임암라인에 세워졌다.

존더베크 주장은 독일의 어려운 20세기가 새로운 제국의 정치적, 법적, 경제적 기반이 취약했기 때문에 나타났다고 간주한다. 프로이센의 지주 세력인 융커는 통일된 독일에서 상당한 정치적 권력을 유지하였는데, 존더베크 주장은 융커의 이러한 권력을 획득한 것은 1848년과 1871년에 중산층이나 농민과 도시 노동자가 결합한 혁명적 돌파구가 없었기 때문이었다고 말한다. 독일의 통일에서 은행가, 상인, 산업가, 기업가를 포함한 대부르주아지의 역할에 대한 최근 연구는, 융커가 사회 집단으로서 정치적, 경제적 지배력을 갖고 있다는 주장에 대부분 반박할 수 있었으며, 통일된 제국의 발전에 한자 도시의 상인 계급과 산업적 지도층의 중요성을 증명했다.
빌헬름 시대의 여러 집단들에 대한 추가적인 연구들은 모두 이 시기에 대한 새로운 견해를 제시하였다. 융커들은 실제로 군부를 계속 통제했지만, 존더베크 이론가들이 가정했던 것만큼 사회적, 정치적, 경제적인 문제들을 모두 지배하지는 못했다. 동부의 융커 세력은 서부의 관료, 교사, 교수, 의사, 변호사, 과학자 등으로 구성된 전문적인 계층과 균형을 가지게 되었다.

## 정치적 요소를 넘어서: 국가 형성

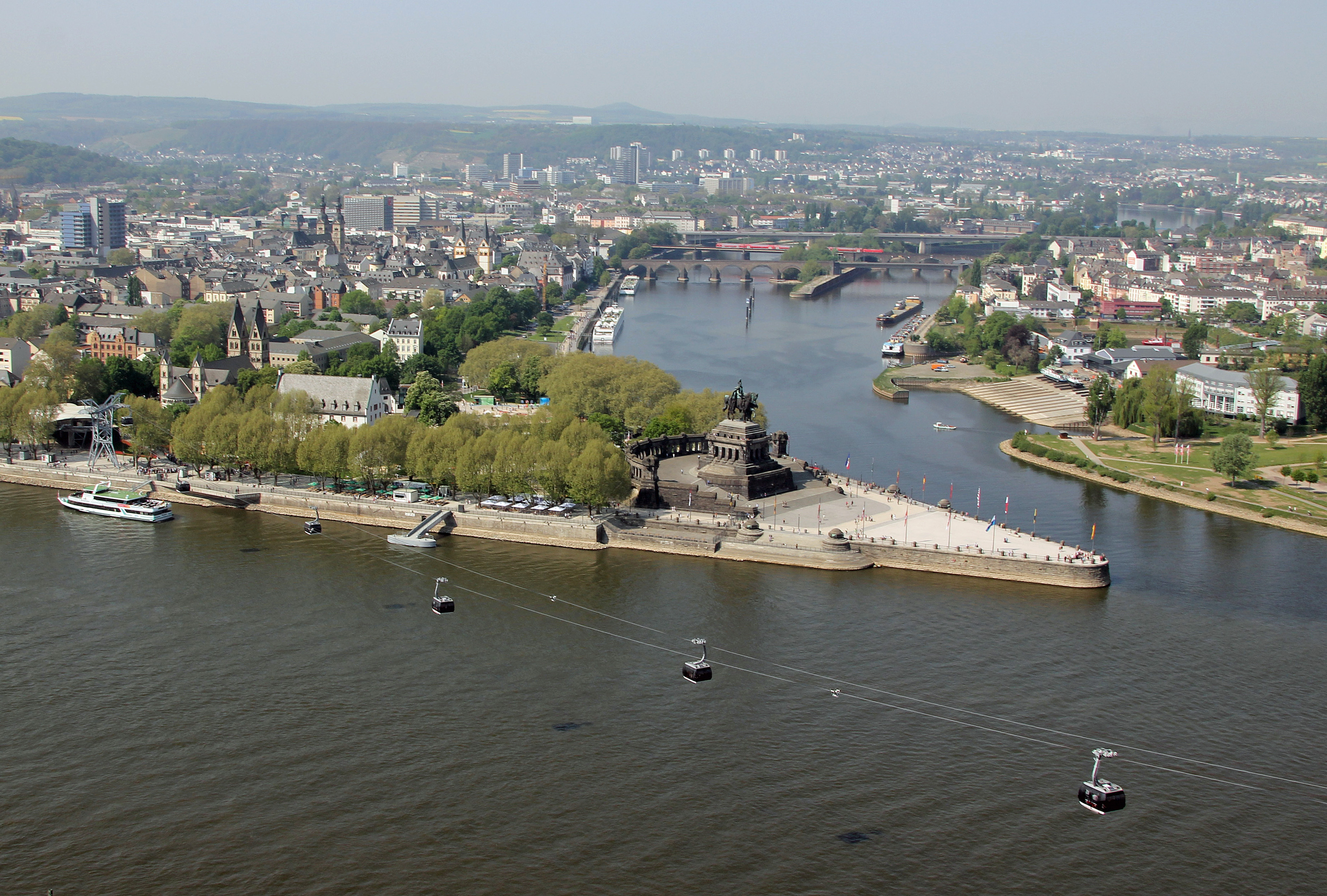
모젤강과 라인강이 만나는 코블렌츠에 위치한 카이저 빌헬름 기념비의 모습. 기념비가 있는 곳은 '독일의 모서리'라는 이름으로 불린다.

바르트부르크와 함바흐 축제에서는 헌법과 행정 기구가 없었지만, 이러한 문제는 1867년에서 1871년 사이에 해결되었다. 그러나 바르트부르크와 함바흐에서 독일인들이 생각했던 웅장한 연설, 깃발, 열광적인 군중, 헌법, 정치적 재조직, 제국 상부구조에 대한 영향력 행사 가능 등이 통일 기간 동안 나타났고 1867-1868년 관세 동맹이 형성되었지만 여전히 하나로 통합된 국민을 만들지 못했다.
반드시 그러한 것은 아니지만, 국민 국가의 핵심적인 요소는 의도적인 국가 정책으로 민족적 문화를 만들어내는 것이다. 통일된 독일에서 정치적, 경제적, 행정적 통합을 위해 시도한 문화투쟁(Kulturkampf, 1872-1878)은 독일 사회의 일부 모순을 해결하려고 시도했지만, 이는 믿지 못할 정도로 실패했다. 문화투쟁은 언어, 교육, 종교 등에 대한 투쟁을 진행했는데, 여기에는 폴란드인과 덴마크인 소수민족을 포함한 독일 제국 내의 비독일인들에 대한 독일화, 그 중에서도 특히 독일어의 의무교육을 진행하고 공유된 역사에 대한 주장을 교육하기 위한 교과목을 개발하는 정책이 있었다. 마지막으로, 이러한 정책은 교육으로까지 확장되었다.

### 문화투쟁
일부 독일인들은 국가에 있어서 다양성을 인정하지 않았고, 이로 인해 가톨릭 교도들은 면밀한 조사를 받게 되었다. 비스마르크는 일부 독일인, 특히 가톨릭 교도들과 교황과의 관계로 인해 국가에 대한 충성심이 약해질 수 있을 것이라고 우려했다. 총리로서 비스마르크는 학교와 교육, 언어 관련 정책에서 가톨릭 교회와 이들의 정치적인 세력인 가톨릭 중앙당의 영향력을 제한하려고 노력했지만 별다른 성공을 거두지 못했다. 중앙당은 특히 가톨릭 교도가 대부분을 차지하는 바이에른과 남부 바덴에서 중공업 관련 일자리를 찾는 많은 농촌 노동자 인구를 보유한 도시 지역에서 큰 힘을 가지고 있었고, 비스마르크의 정책에 가톨릭 교도들뿐만 아니라 폴란드인과 알자스 지역의 프랑스인 등의 소수 민족의 권리를 보호하려고 노력했다. 1873년 5월에 통과된 법으로 인해 사제의 임명과 교육이 국가의 통제를 받아야만 했고, 이로 인해 많은 신학교가 폐쇄되고 사제가 부족해지기 시작했다. 1875년의 법은 종교적 명령을 폐지하고 가톨릭 교회에 대한 국가 보조금과 프로이센 헌법에서 종교 보호를 제거했다.

### 유대인 공동체의 통합

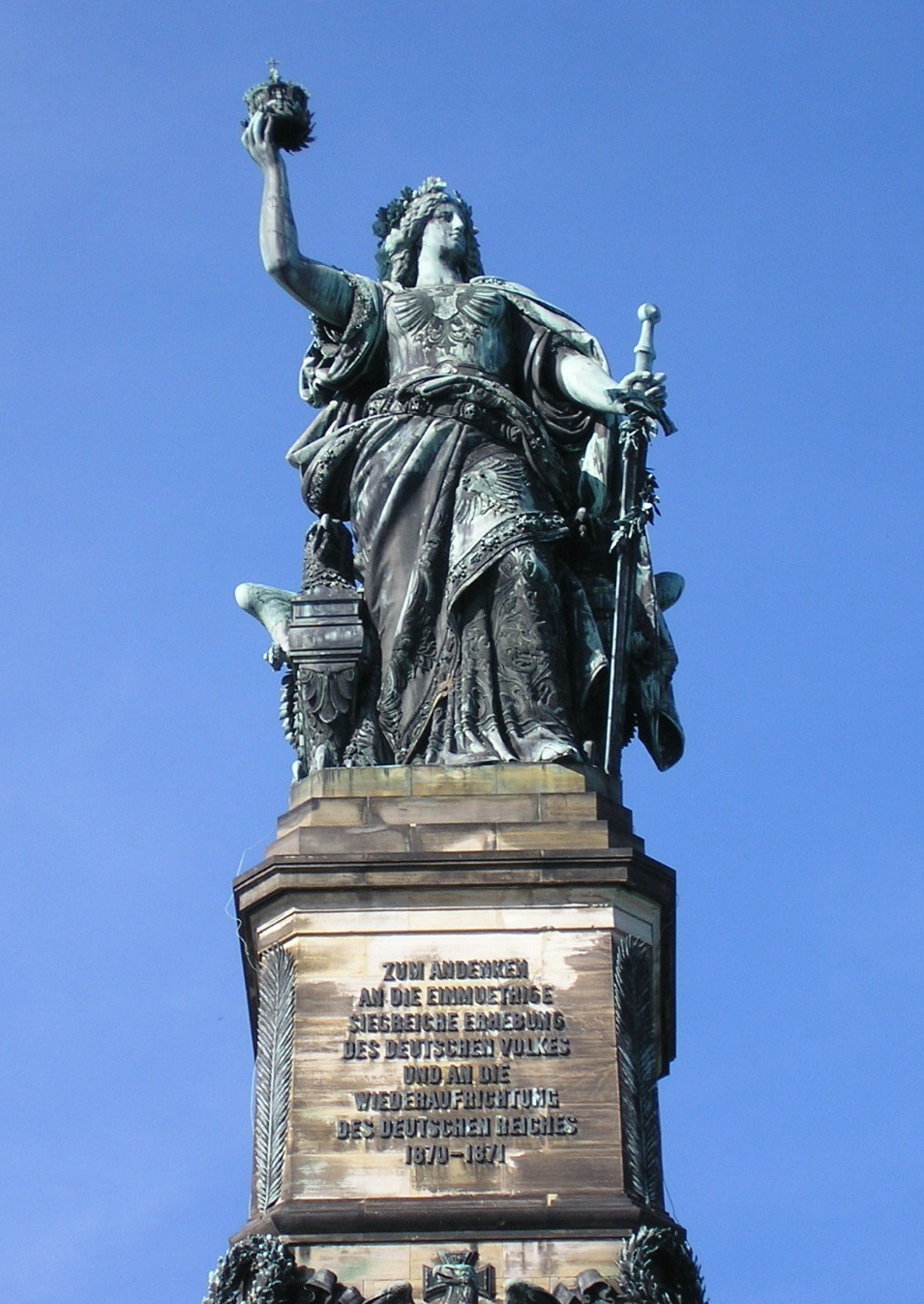
위 사진 속의 니데르발트 조각상을 확대한 사진. 이 게르마니아 동상은 뤼데스하임암라인에 40미터 높이이며 오른손에는 왕관을, 왼손에는 검을 들고 있다.

독일계 유대인들은 새로 통일된 국민국가에서 취약한 민족들 중 하나였다. 1780년 신성 로마 황제 요제프 2세의 〈종교적 관용에 대한 칙령〉 이후, 합스부르크 영토의 유대인들은 다른 독일어권 영토의 유대인들이 누리질 못할 토지 소유권을 가지는 동시에 유대인 구역에서 살 의무를 갖지 않으며 대학에 진학하고 직업 선택의 자유를 가지는 등 상당한 경제적, 법적 특권을 누렸다. 혁명과 나폴레옹의 시대가 지나면서 기독교도들과 유대교도들 간의 두꺼웠던 장벽들이 많이 걷혀졌는데, 이는 나폴레옹이 프랑스의 패권 아래 유대인들을 해방시킨 것이 큰 역할을 했다. 프랑스에서와 마찬가지로 독일에서도 부유한 유대인들은 살롱을 후원했는데, 이 중에서 특히 프랑크푸르트와 베를린에서의 살롱 모임이 진행되면서 독일의 지식인들은 자신들만의 공화주의적 지성주의의 형태를 발전시킬 수 있었다. 나폴레옹의 몰락 이후부터 시작된 수십 년 동안의 유대인들의 독일화에 대한 반발로 살롱 모임의 지성주의적 역할은 줄어들었다. 그럼에도 불구하고 독일의 유대인들은 의도적으로 독일식 복장과 언어를 받아들여 19세기 독일의 공공 사회에 자신들의 영향력을 증가시키는 과정을 계속했으며, 독일 내 유대교도들의 종교 개혁 운동도 이러한 과정의 일환이었다.
통일 이후 유대인들은 독일에서 전문적, 지식적, 사회적 토대에서 중요한 역할을 맡았다. 1880-1890년대의 러시아에서 유대인들이 추방되면서 수천 명에 달하는 교육을 잘 받지 못하고 부유하지 못한 유대인들이 북독일 지역에 정착했고, 이로 인해 독일 사회에서의 유대인 통합은 더 복잡한 문제가 되었다. 질병, 과밀화, 실업, 결석, 독일어 학습 거부 등의 빈곤과 관련된 문제들은 기독교도 독일인들 뿐만 아니라 독일계 유대인들에게도 비난받았다.

### 민족사 작성
국민국가 건설의 또 다른 중요한 요소인 민족적 과거의 영웅사는 입헌자유주의자 프리드리히 달만(1785-1860), 달만의 보수적인 제자였던 하인리히 폰 트라이치케(1834-1896), 이들보다는 덜 보수적인 테오도어 몸젠(1817-1903), 하인리히 폰 지벨(1817-1895)과 같은 민족주의 역사가들이 작성했다. 프리드리히 달만은 통일이 실현되기 전에 사망했지만, 그는 영국과 프랑스의 혁명의 역사로 혁명을 통한 뿌리로 둔 이론을 저술하여 민족주의적 역사학이 일어날 수 있는 토대를 마련했으며, 동시에 그는 프로이센이 통일의 대리인이라고 생각했다.
하인리아 폰 트라이치케의 《19세기 독일의 역사》는 오해의 소지가 있는 출판물일 수 있다. 이 책에서 그는 독일어를 사용하여 다른 독일 국가들보다 프로이센을 중점으로 두어 모든 독일 국가를 하나의 지도력 하에 통합하려는 프로이센의 운명을 기반으로 민족사를 전했다. 이 책을 통해 보루시아 신화가 만들어졌는데, 이 보루시아 신화는 하나의 국가로 통일되는 것이 독일의 운명이었으며 이를 달성하는 것이 프로이센의 운명이었다고 주장한다. 또한 이 신화는 프로이센이 독일을 통일하는 것과 프랑스나 러시아의 영향력 아래 독일의 자유가 짓밟히지 않게 만든 절대적으로 가장 큰 역할을 했다고 주장한다. 이 신화의 이야기는 1815년 워털루에서 복권된 나폴레옹으로부터 독일인들을 구하고, 이후 독일을 경제적으로 통합하고, 이후 1871년 독일을 하나의 자랑스러운 깃발 아래 통합시키는 프로이센의 역할을 강조하면서 진행된다.
테오도어 몸젠의 《독일의 역사적 기념물》(Monumenta Germaniae Historica)은 국가 독일에 대한 연구에 추가적인 학문적 토대를 마련했으며, '독일'이라는 개념을 프로이센의 국경 너머로 확장시키는 데에 도움을 주었다. 자유주의 교수, 역사가, 신학자이자 일반적으로 19세기 후반 학자들 사이에서 거물로 여겨졌던 몸젠은 1863-1866년과 1873-1879년에 프로이센 의회에서 의원으로 활동했으며, 또한 그는 1881년부터 1884년까지 자유주의적 성향의 당인 진보당과 국민자유당의 소속으로 독일 국가의회에서도 활동했다. 특히 몸젠은 비스마르크의 문화투쟁의 일환인 반유대주의 프로그램과 트라이치케가 유대인의 독일화를 주장했던 〈유대인 문제에 대한 연구〉(Studien über die Judenfrage)에 신랄하게 비판했다.

## 같이 보기
- 이탈리아의 통일
- 몰다비아와 왈라키아의 통일
- 라이히스뷔르거 운동
- 범독일주의

### 내용주
1. ↑  이 4개의 국가는 오스트리아, 스위스, 룩셈부르크, 리히텐슈타인을 뜻한다.
2. ↑  원어로 각각 독일어: Länder or Lande Lauenburg und Bütow, 폴란드어: starostwo drahimskiedlek.
3. ↑  소독일주의는 독일어권 합스부르크의 다민족 오스트리아를 배제한 독일의 통일을 주장하는 개념이다.
4. ↑  신성 로마 제국에 속한 대부분의 국가들은 너무 작아서 지도에 표시될 수 없었다.
5. ↑  새로운 명칭이 채택된 이유에는 부분적으로 신성 로마 제국이 15세기 후반에 남부, 서부 이탈리아와 부르고뉴 영토 대부분을 잃었기 때문이기도 하지만, 제국 개혁으로 인해 제국을 통치하는 데에 있어 독일의 제국 영지의 새로운 중요성을 강조하기 위한 목적도 있다.
6. ↑  합스부르크 군주국은 매우 많은 비독일어권 영토를 가졌다. 그 예시로 성 이슈트반 왕관령(헝가리 지역)을 지배한 것과 폴란드-리투아니아 공화국의 분할에 참여한 것이 있다.
7. ↑  프로이센 왕국은 독일어권의 이전 프로이센 공국 지역과 비독일어권 폴란드-리투아니아 공화국의 분할 지역을 포함한다.
8. ↑  프로이센군은 7년 전쟁을 통해 큰 명성을 얻었지만, 예나와 아우어슈테트에서의 전투에서의 굴욕적인 패배로 인해 많은 프로이센인들이 자신의 군대에 대해 느꼈던 자부심을 잃었다. 이 기간 동안 카를 폰 클라우제비츠와 같은 몇몇 장교들은 군대 조직 재편과 새로운 훈련 방법을 고려했다.[14]
9. 1 2  보루시아(Borussia)는 라틴어로 프로이센을 의미한다.
10. ↑  연방 의회는 '분데스탁'(Bundestag) 혹은 '연방회의'(Bundesversammlung) 등의 이름으로 불렸다.
11. ↑  독일 연방의 국경은 프로이센이 점령한 폴란드의 영토 라우엔부르크와 뷔토브 지역과 스타로스트보 드라헤임, 그리고 오스트리아가 점령한 폴란드의 오시비엥침 공국과 자토르 공국까지 확장되었지만, 이전의 신성 로마 제국 국경의 모습에서 크게 벗어나지 못했다.
12. ↑  여기서 이 '3월'은 1848년 3월을 뜻한다.
13. ↑  이 감자역병균은 아일랜드 대기근을 일으킨 것과 유사하다.
14. ↑  이 일부 계급에는 주로 부유하고 많은 토지를 보유한 사람들이 속했다.
15. ↑  이 표현은 프리드리히 빌헬름 4세가 시민들에 의해 선출된 의회의 '혁명의 썩은내'(Ludergeruch der Revolution)가 나는 왕관을 받을 수 없다고 생각한 것을 의미한다.[52]
16. ↑  여기서 이 보수주의자들은 주로 융커 지주를 의미한다.
17. ↑  비스마르크의 사회 정책에는 사회 보험, 교육 프로그램, 더 넓은 정의의 참정권의 실현 등이 있다.
18. ↑  체코어 발음으로 '올로모우츠'(체코어: Olomouc), 독일어 발음으로 '올뮈츠'(독일어: Olmütz)이다.
19. ↑  편지에서 이 내용의 나머지 부분에서는 독일인들에게 통일을 다음과 같이 권고하고 있다: "오늘날과 같이 공석이 된 세계 지도자들의 역할은 독일 국가가 차지하는 것이 좋을 것입니다. 당신이 속한 철학적인 성격을 가진 독일인들은 다른 사람들의 신임을 얻고 국제 사회의 미래 안정을 보장할 수 있는 사람들일 것입니다. 그렇기에, 당신들의 힘을 통해 독일 국가들을 좀먹는 다양한 30명의 폭군들을 극복할 수 있기를 바랍니다. 그리고 나서 유럽의 중심에서 당신이 5천만 명의 사람들 중에서 통일된 국가를 만들 수 있기를 바랍니다. 나머지 우리 모두는 당신을 간절히 그리고 즐겁게 따를 것입니다."
20. ↑  전쟁부 장관을 통해
21. ↑  비스마르크는 1848-1849년의 프랑크푸르트 국민의회의 정치인들의 "이를 잘랐다". 철저히 정치인인 비스마르크는 정치적 이념 전체에서 지지를 얻고 흡수했다. 그는 무엇보다도 정치인으로서의 권력만을 가졌고, 폰 몰트케와 폰 룬과 같은 군의 고위 인사들을 신뢰하지 못했기 때문에 자신이 통제할 수 없는 군사적 정책을 진행시키기를 꺼려했다.[74]
22. ↑  미텔슈타텐에는 바이에른 왕국, 바덴과 헤센 대공국, 작센바이마르, 작센마이닝겐, 작센코부르크, 나사우 공국이 속했다.
23. ↑  There is, in political geography, no Germany proper to speak of. There are Kingdoms and Grand Duchies, and Duchies and Principalities, inhabited by Germans, and each separately ruled by an independent sovereign with all the machinery of State. Yet there is a natural undercurrent tending to a national feeling and toward a union of the Germans into one great nation, ruled by one common head as a national unit.
24. ↑  이 독일어권 영토는 알자스와 독일어권 로렌 지역을 의미한다.
25. ↑  여기서 이 '성실함'은 프로이센과 오스트리아가 독일의 여러 문제 해결과 이익 보호를 위해 행동할 의지를 의미한다.
26. ↑  베르사유 조약은 1871년 2월 26일 서명되어 1871년 5월 10일 프랑크푸르트 조약에서 비준되었다.
27. ↑  독일 제국 시절의 차관은 재정, 전쟁, 외교 등의 분야를 담당하는 관료적 고위 관료로 활동했다.
28. ↑  많은 현대의 역사가들은 보루시아 신화에 동의하지 않은 채로 연구한다.[129]

### 참조주
1. ↑  Heather, Peter. “Germany: Ancient History”. 《Encyclopædia Britannica Online》. Encyclopædia Britannica, Inc. 2019년 3월 31일에 원본 문서에서 보존된 문서. 2020년 11월 21일에 확인함. Within the boundaries of present-day Germany... Germanic peoples such as the eastern Franks, Frisians, Saxons, Thuringians, Alemanni, and Bavarians—all speaking West Germanic dialects—had merged Germanic and borrowed Roman cultural features. It was among these groups that a German language and ethnic identity would gradually develop during the Middle Ages.
2. ↑  Minahan 2000, 288–289쪽.
3. ↑  Minahan 2000, 288–289쪽
4. ↑  Whaley 2011, 17쪽.
5. ↑  Gagliardo 1980, 11-12쪽.
6. ↑  Vann, James Allen (1975). 《The Swabian Kreis: Institutional Growth in the Holy Roman Empire 1648–1715》. Studies Presented to International Commission for the History of Representative and Parliamentary Institutions LII. Bruxelles. OCLC 2276157. OL 4590654M.; Walker, Mack (1998). 《German Home Towns: Community, State, and General Estate, 1648–1871》. Ithaca: Cornell University Press. ISBN 978-0-8014-8508-4. OL 466977M.
7. ↑  Gagliardo 1980, 278–279쪽.
8. ↑  Kann, Robert A. (1974). 《History of the Habsburg Empire: 1526–1918》. Los Angeles: University of California Press. 221쪽. ISBN 978-0-5200-4206-3. OL 7708659M.
9. ↑  Mann 1958, 70쪽.
10. ↑  Fichte, Johann Gottlieb (1808). “Address to the German Nation”. 《www.historyman.co.uk》. 2009년 6월 6일에 확인함.
11. ↑  Sheehan 1989, 434쪽.
12. ↑  Walter, Jakob (1996).  Raeff, Marc, 편집. 《The diary of a Napoleonic foot soldier》. Windrush Press. ISBN 0-9000-7537-6. OCLC 59977347. OL 20208714M.
13. ↑  Sheehan 1989, 384–387쪽.
14. ↑  Sheehan 1989, 323쪽.
15. ↑  Sheehan 1989, 322–323쪽.
16. ↑  Blackbourn & Eley 1984, Part 1; Nipperdey 1996, Chapter 1.
17. ↑  Sheehan 1989, 398–410쪽; Scott, Hamish M. (2006). 《The Birth of a Great Power System》. London & New York: Longman. 329–361쪽. ISBN 978-0-5822-1717-1. OCLC 889270087. OL 3311839M..
18. ↑  Lee 1980.
19. ↑  Zamoyski 2007, 98–115, 239–40쪽.
20. ↑  Sheehan 1989, 398–410쪽.
21. ↑  Berenger, Jean (1997). 《A History of the Habsburg Empire 1700–1918》. 번역 Simpson, C.A. New York: Longman. 96–97쪽. ISBN 978-0-5820-9007-1. OCLC 891447020. OL 7879682M. .
22. ↑  Sheehan 1989, 460–470쪽; German Historical Institute
23. ↑  Sperber 1993.
24. ↑  Namier, Lewis (1952). 《Avenues of History》. New York: Macmillan. 34쪽. OCLC 422057575. OL 6114891M.
25. ↑  Nipperdey 1996, 1–3쪽.
26. 1 2 3  Sheehan 1989, 407–408, 444쪽.
27. 1 2  Sheehan 1989, 442–445쪽.
28. 1 2  Sheehan 1989, 610–613쪽.
29. ↑  Sheehan 1989, 610쪽.
30. ↑  Sheehan 1989, 612쪽.
31. ↑  Sheehan 1989, 613쪽.
32. ↑  Sheehan 1989, 610–615쪽.
33. ↑  Blackbourn 1994.
34. ↑  Sperber 1993, 3쪽.
35. ↑  Blackbourn 1998, 127쪽.
36. ↑  Sheehan 1989, 465–467쪽; Blackbourn 1998, 106–107쪽
37. 1 2  Keller, Wolfgang; Shiue, Carol (2013년 3월 5일). 《The Trade Impact of the Zollverein》. Boulder: University of Colorado. 10, 18쪽.
38. ↑  Ploeckl, Florian (August 2010). “The Zollverein and the Formation of a Customs Union” (PDF). 《Economic and Social History Series, Nuffield College, Oxford, Nuffield College》 (Discussion Paper 84): 23.
39. ↑  Sheehan 1989, 465쪽.
40. ↑  Sheehan 1989, 466쪽.
41. ↑  Sheehan 1989, 467–468쪽.
42. ↑  Sheehan 1989, 502쪽.
43. ↑  Sheehan 1989, 469쪽.
44. ↑  Sheehan 1989, 458쪽.
45. ↑  Sheehan 1989, 466–467쪽.
46. ↑  “The Brothers Grimm online”. 《Grimm Brothers' Home Page》. 2023년 4월 27일에 확인함.
47. ↑  (독일어) Hans Lulfing,  Baedecker, Karl, Neue Deutsche Biographie (NDB). Band 1, Duncker & Humblot, Berlin, 1953, p. 516 f.
48. ↑  (독일어) Peter Rühmkorf, Heinz Ludwig Arnold, Das Lied der Deutschen Göttingen: Wallstein, 2001, ISBN 3-8924-4463-3, pp. 11–14.
49. ↑  Dominick, Raymond III (1992). 《The Environmental Movement in Germany》. Bloomington: Indiana University. 3–41쪽. ISBN 0-2533-1819-X. OL 1549008M.
50. ↑  (독일어) Badische Heimat/Landeskunde online 2006 Veit's Pauls Church Germania. Retrieved 5 June 2009.
51. ↑  Blackbourn 1998, 138–164쪽.
52. ↑  Winkler 2002, 122쪽.
53. ↑  Sperber, Jonathan (2000). 《Revolutionary Europe, 1780–1850》. New York: Longman. ISBN 0-5822-9446-0. OL 6779824M..
54. ↑  Blackbourn 1998, 176–179쪽.
55. ↑  See, e.g.: Ralf Dahrendorf, German History, (1968), pp. 25–32; Wehler, Hans-Ulrich (1973). 《Das Deutsche Kaiserreich, 1871–1918》. Göttingen: Vandenhoeck & Ruprecht. 10–14쪽. ISBN 3-5253-3340-4. OCLC 873428. OL 23130743M.; Krieger 1957; Grew & Bien 1978, 312–345쪽; Kocka, Jürgen; Mitchell, Allan (1993). 《Bourgeois Society in Nineteenth Century Europe》. Oxford University Press. ISBN 978-0-8549-6414-7. OL 8300088M.; Kocka, Jürgen (January 1988). “German History before Hitler: The Debate about the German Sonderweg”. 《Journal of Contemporary History》 23 (1): 3–16. doi:10.1177/002200948802300101. JSTOR 260865. S2CID 159651458.; Berghahn, Volker (1982). 《Modern Germany: Society, Economy and Politics in the Twentieth Century》. Cambridge University Press. ISBN 978-0-5213-4748-8. OL 2382839M.
56. ↑  World Encyclopedia V.3 p. 542.
57. ↑  이러한 주장의 요약은 다음을 참고하라: Blackbourn & Eley 1984, Part 1.
58. ↑  Blackbourn & Eley 1984, Part 1.
59. ↑  Blackbourn & Eley 1984, Chapter 2.
60. ↑  Blackbourn & Eley 1984, 286–293쪽.
61. ↑  Kocka, Jürgen (February 2003). “Comparison and Beyond”. 《History and Theory》 42 (1): 39–44. doi:10.1111/1468-2303.00228.; Kocka, Jürgen (February 1999). “Asymmetrical Historical Comparison: The Case of the German Sonderweg”. 《History and Theory》 38 (1): 40–50. doi:10.1111/0018-2656.751999075..
62. ↑  이러한 관점에 대한 대표적인 분석은 다음을 참고하라: Evans 1987.
63. ↑  Taylor, A. J. P. (1954). 《The Struggle for Mastery in Europe 1848–1918》. Oxford: Clarendon. 37쪽. ISBN 978-0-1988-1270-8. OL 7402365M.
64. ↑  Droysen, Johann Gustav. 《Modern History Sourcebook: Documents of German Unification, 1848–1871》. 2009년 4월 9일에 확인함.
65. ↑  Zamoyski 2007, 100–115쪽.
66. ↑  Blackbourn 1998, 160–175쪽.
67. ↑  Mack Smith, Denis (ed.). 《Garibaldi (Great Lives Observed)》, Prentice Hall, Englewood Cliffs, N.J., 1969, 76쪽.
68. ↑  Mack Smith, Denis (1994). 《Mazzini》. Yale University Press. 11–12쪽. ISBN 978-0-300-05884-0.
69. ↑  Holt & Chilton 1917, 27쪽.
70. ↑  Holt & Chilton 1917, 13–14쪽.
71. ↑  Blackbourn 1998, 175–179쪽.
72. ↑  Hollyday, Frederic B. M. (1970). 《Bismarck》. Englewood Cliffs, New Jersey: Prentice Hall. 16–18쪽. ISBN 978-0-1307-7362-3. OL 4576160M.
73. ↑  Blackbourn & Eley 1984, Part I.
74. ↑  Mann 1958, 316–395쪽, Chapter 6.
75. ↑  Hull, Isabel V. (2005). 《Absolute Destruction: Military Culture and the Practices of War in Imperial Germany》 New판. Ithaca, New York: Cornell University Press. 90–108, 324–333쪽. ISBN 978-0-8014-7293-0. OL 7848816M.
76. ↑  Howard 1961, 40쪽.
77. ↑  Mann 1958, 390–395쪽.
78. ↑  Taylor 1988, Chapter 1 and Conclusion.
79. ↑  Howard 1961, 40–57쪽.
80. ↑  Sheehan 1989, 900–904쪽; Wawro 1996, 4–32쪽; Holt & Chilton 1917, 75쪽
81. ↑  Holt & Chilton 1917, 75쪽.
82. ↑  Sheehan, 900–906쪽.
83. ↑  Sheehan 1989, 96쪽; Wawro 1996, 82–84쪽.
84. ↑  Sheehan 1989, 905–906쪽.
85. ↑  Sheehan 1989, 909쪽.
86. ↑  Wawro 1996, 50–60, 75–79쪽.
87. ↑  Wawro 1996, 57–75쪽.
88. ↑  Taylor 1988, 87–88쪽.
89. ↑  Sheehan 1989, 908–909쪽.
90. ↑  "The Situation of Germany". (PDF) The New York Times, July 1, 1866.
91. ↑  Sheehan 1989, 910쪽.
92. ↑  Blackbourn 1998, 225–269쪽, Chapter V: From Reaction to Unification.
93. ↑  Schjerve, Rosita Rindler (2003). 《Diglossia and Power: Language Policies and Practice in the Nineteenth Century Habsburg Empire》. Berlin: De Gruyter. 199–200쪽. ISBN 978-3-1101-7654-4. OL 9017475M.
94. ↑  Sheehan 1989, 909–910쪽; Wawro 1996, Chapter 11.
95. ↑  Sheehan 1989, 905–910쪽.
96. ↑  Bridge, Roy; Bullen, Roger (2004). 《The Great Powers and the European States System 1814–1914》 2판. Longman. ISBN 978-0-5827-8458-1. OL 7882098M.
97. ↑  Howard 1961, 4–60쪽.
98. ↑  Howard 1961, 50–57쪽.
99. ↑  Howard 1961, 55–56쪽.
100. ↑  Howard 1961, 56–57쪽.
101. ↑  Howard 1961, 55–59쪽.
102. ↑  Howard 1961, 64–68쪽.
103. ↑  Howard 1961, 218–222쪽.
104. ↑  Howard 1961, 222–230쪽.
105. ↑  Wawro 2003, 235쪽.
106. ↑  Taylor 1988, 126쪽.
107. ↑  Howard 1961, 357–370쪽.
108. ↑  Die Reichsgründung 1871 (The Foundation of the Empire, 1871), Lebendiges virtuelles Museum Online, 2008-12-22. 독일어 문구를 번역하면 다음과 같다: "[...] 빌헬름 1세의 바람에 따라, 1701년 1월 18일 브란덴부르크 가문이 왕국 지위로 승격된 지 170주년이 되는 날, 모인 독일 제후들과 고위 군 관리들은 베르사유 궁전 거울의 방에서 빌헬름 1세를 독일 황제로 선포했다."
109. ↑  Taylor 1988, 133쪽.
110. ↑  Crankshaw, Edward (1981). 《Bismarck》. New York: The Viking Press. 299쪽. ISBN 0-3333-4038-8. OL 28022489M.
111. ↑  Howard 1961, 432–456쪽, Chapter XI: the Peace.
112. ↑  Blackbourn 1998, 255–257쪽.
113. ↑  Wawro 2003, 302쪽.
114. 1 2  Confino 1997.
115. ↑  Evans 2005, 1쪽.
116. ↑  Blackbourn 1998, 267쪽.
117. ↑  Blackbourn 1998, 225–301쪽.
118. ↑  Blackbourn & Eley 1984; Blickle 2004; Scribner & Ogilvie 1996.
119. ↑  예시: Eley, Geoff (1980). 《Reshaping the German Right: Radical Nationalism and Political Change After Bismarck》. New Haven: Yale University Press. ISBN 0-3000-2386-3. OCLC 5353122. OL 4416729M.; Evans 2005; Evans, Richard J. (1978). 《Society and politics in Wilhelmine Germany》. London and New York: Barnes & Noble. ISBN 0-06-492036-4. OCLC 3934998. OL 21299242M.; Nipperdey 1996; Sperber 1984.
120. ↑  Blackbourn 1998, 240–290쪽.
121. ↑  예시: Llobera & Goldsmiths' College 1996; (독일어) Alexandre Escudier, Brigitte Sauzay, and Rudolf von Thadden. Gedenken im Zwiespalt: Konfliktlinien europäischen Erinnerns, Genshagener Gespräche; vol. 4. Göttingen: 2001
122. ↑  Blackbourn 1998, 243–282쪽.
123. ↑  Blackbourn 1998, 283, 285–300쪽.
124. ↑  Sperber 1984.
125. ↑  Kaplan 1991.
126. ↑  Kaplan 1991, in particular, pp. 4–7 and Conclusion.
127. ↑  Blackbourn & Eley 1984, 241쪽.
128. ↑  Friedrich, Karin (2000). 《The Other Prussia: Royal Prussia, Poland and Liberty, 1569–1772》. New York: Cambridge University Press. 5쪽. ISBN 978-0-5210-2775-5. OL 7714437M.
129. ↑  예시: Koshar, Rudy (1998). 《Germany's Transient Pasts: Preservation and the National Memory in the Twentieth Century》. Chapel Hill: University of North Carolina Press. ISBN 978-0-8078-4701-5. OCLC 45729918. OL 689805M.; Kohn, Hans (1954). 《German History; Some New German Views》. Boston: Beacon. OCLC 987529. OL 24208090M.; Nipperdey 1996.
130. ↑  Llobera & Goldsmiths' College 1996.

### 참고 문헌
- Blackbourn, David (1994). 《Marpingen: Apparitions of the Virgin Mary in Bismarckian Germany》. New York: Knopf. ISBN 0-6794-1843-1.
  - — (1998). 《The Long Nineteenth Century: A History of Germany, 1780–1918》. New York: Oxford University Press. ISBN 0-1950-7672-9.
- Blackbourn, David; Eley, Geoff (1984). 《The Peculiarities of German History: Bourgeois Society and Politics in Nineteenth-Century Germany》. Oxford & New York: Oxford University Press. ISBN 978-0-1987-3057-6.
- Blickle, Peter (2004). 《Heimat: A Critical Theory of the German Idea of Homeland》. 《Studies in German literature, linguistics and culture》 New판 (Columbia, South Carolina: Camden House Press). ISBN 978-1-5711-3303-8. OL 8730421M.
- Confino, Alon (1997). 《The Nation as a Local Metaphor: Württemberg, Imperial Germany, and National Memory, 1871–1918》. Chapel Hill: University of North Carolina Press. ISBN 978-0-8078-4665-0. OL 1011446M.
- Dahrendorf, Ralf (1979). 《Society and Democracy in Germany》. Doubleday. ISBN 0-3850-6304-0. OL 21335583M.
- Evans, Richard J. (1987). 《Rethinking German History: Nineteenth-Century Germany and the Origins of the Third Reich》. London: Routledge. ISBN 978-0-0030-2090-8.
  - — (2005). 《Death in Hamburg: Society and Politics in the Cholera Years, 1830–1910》. New York: Oxford University Press. ISBN 978-0-1430-3636-4.
- Flores, Richard R. Remembering the Alamo: Memory, Modernity, and the Master Symbol. Austin: University of Texas, 2002. ISBN 978-0-2927-2540-9
- Grew, Raymond; Bien, David D. (1978). 《Crises of Political Development in Europe and the United States》. Princeton University Press. ISBN 0-6910-7598-0. OL 4740623M.
- Holt, Lucious Hudson; Chilton, Alexander Wheeler (1917). 《The History of Europe from 1862–1914: From the Accession of Bismarck to the Outbreak of the Great War》. New York: MacMillan. OCLC 1115959. OL 6604098M.
- Howard, Michael Eliot (1961). 《The Franco-Prussian War: The German invasion of France, 1870–1871》. New York: Routledge. ISBN 978-0-4150-2787-8. OL 7481175M.
- Kaplan, Marion (1991). 《The Making of the Jewish Middle Class: Women, Family, and Identity in Imperial Germany》. New York: Oxford University Press. ISBN 978-0-1950-9396-4. OL 7387583M.
- Krieger, Leonard (1957). 《The German Idea of Freedom》. University of Chicago Press. ISBN 978-0-2264-5347-7. OL 4125447W.
- Lee, Lloyd (1980). 《The Politics of Harmony: Civil Service, Liberalism, and Social Reform in Baden, 1800–1850》. Cranbury, New Jersey: Associated University Presses. ISBN 978-0-8741-3143-7. OL 8381260M.
- Llobera, Josep R.; Goldsmiths' College (1996). 《The role of historical memory in (ethno)nation-building》. 《Goldsmiths Sociology Papers》 (London: Goldsmiths College). ISBN 978-0-9029-8606-0. OL 17517779M.
- Mann, Golo (1958). 《Deutsche Geschichte des 19. und 20. Jahrhunderts》. S. Fischer. ISBN 3-1034-7901-8. OL 15250052M.
  - — (1968). 《The History of Germany Since 1789》. OL 5546196M.
- Minahan, James (2000). 〈Germans〉. 《One Europe, Many Nations: A Historical Dictionary of European National Groups》. Greenwood Publishing Group. ISBN 0-313-30984-1. 2016년 3월 11일에 확인함.
- Nipperdey, Thomas (1996). 《Germany from Napoleon to Bismarck, 1800–1866》. 번역 Nolan, Daniel. Princeton: Princeton University Press. ISBN 978-0-6916-3611-5. OL 1273142M.
- Scribner, Robert W.; Ogilvie, Sheilagh C., 편집. (1996). 《Germany: A New Social and Economic History》. London: Arnold Publication. ISBN 978-0-3405-1332-3.
- Sheehan, James J. (1989). 《German History 1770–1866》. Oxford History of Modern Europe. Oxford: Oxford University Press. ISBN 978-0-1982-0432-9. OL 7397485M.
- Sperber, Jonathan (1984). 《Popular Catholicism in Nineteenth-Century Germany》. Princeton University Press. ISBN 978-0-6910-5432-2. OCLC 10559169. OL 2867289M.
  - — (1993). 《Rhineland Radicals: The Democratic Movement and the Revolution of 1848–1849》. Princeton University Press. ISBN 978-0-6910-0866-0.
- Taylor, A. J. P. (1988). 《Bismarck: The Man and the Statesman》. Oxford: Clarendon. ISBN 978-0-3947-0387-9. OL 7461954M.
- Victoria and Albert Museum, Dept. of Prints and Drawings, and Susan Lambert. The Franco-Prussian War and the Commune in Caricature, 1870–71. London, 1971. ISBN 0-9014-8630-2
- Wawro, Geoffrey (1996). 《The Austro-Prussian War》. Cambridge University Press. ISBN 0-5215-6059-4. OL 813265M.
  - — (2003). 《The Franco-Prussian War: The German Conquest of France》. Cambridge: Cambridge University Press. ISBN 0-5215-8436-1. OCLC 51305920. OL 3566186M.)
- Zamoyski, Adam (2007). 《Rites of Peace: The Fall of Napoleon and the Congress of Vienna》. New York: HarperCollins. ISBN 978-0-0607-7518-6. OL 7281494M.
- Heinrich August Winkler (2002). 《Der lange Weg nach Westen》 제1권 "Deutsche Geschichte vom Ende des Alten Reiches bis zum Untergang der Weimarer Republik"(제5판). 뮌헨: C.H. Beck. ISBN 3-406-49527-3
- Whaley, Joachim (2011년 11월 24일). 《Germany and the Holy Roman Empire: Volume II: The Peace of Westphalia to the Dissolution of the Reich, 1648–1806》 (영어). OUP Oxford. ISBN 978-0-1916-2822-1. 2022년 2월 5일에 확인함.
- Gagliardo, John G. (1980). 《Reich and Nation. The Holy Roman Empire as Idea and Reality, 1763–1806》. Indiana University Press. ISBN 0-2531-6773-6. OCLC 5563434. OL 22078286M.

### 추가 문헌
- Bazillion, Richard J. Modernizing Germany: Karl Biedermann's career in the kingdom of Saxony, 1835–1901. American university studies. Series IX, History, vol. 84. New York, Peter Lang, 1990. ISBN 0-8204-1185-X
- Brose, Eric Dorn. German History, 1789–1871: From the Holy Roman Empire to the Bismarckian Reich. (1997)
- Bucholz, Arden (1991). 《Moltke, Schlieffen, and Prussian War Planning》. New York: Berg. ISBN 0-8549-6653-6.
  - — (2001). 《Moltke and the German Wars 1864–1871》. New York: Palgrave MacMillan. ISBN 0-3336-8758-2.
- Clark, Christopher. Iron Kingdom: The Rise and Downfall of Prussia, 1600–1947. Cambridge, Belknap Press of Harvard University Press, 2006, 2009. ISBN 978-0-674-03196-8
- Clemente, Steven E. For King and Kaiser!: The Making of the Prussian Army Officer, 1860–1914. Contributions in military studies, no. 123. New York: Greenwood, 1992. ISBN 0-3132-8004-5
- Cocks, Geoffrey and Konrad Hugo Jarausch. German Professions, 1800–1950. New York, Oxford University Press, 1990. ISBN 0-1950-5596-9
- Dwyer, Philip G. Modern Prussian history, 1830–1947. Harlow, England, New York: Longman, 2001. ISBN 0-5822-9270-0
- Friedrich, Otto. Blood and Iron: From Bismarck to Hitler the Von Moltke Family's Impact On German History. New York, Harper, 1995. ISBN 0-0601-6866-8
- Groh, John E. Nineteenth-Century German Protestantism: The Church As Social Model. Washington, D.C., University Press of America, 1982. ISBN 0-8191-2078-2
- Henne, Helmut, and Georg Objartel. German Student Jargon in the Eighteenth and Nineteenth Centuries. Berlin & NY, de Gruyter, 1983. OCLC 9193308
- Hughes, Michael. Nationalism and Society: Germany, 1800–1945. London & New York, Edward Arnold, 1988. ISBN 0-7131-6522-7
- Kollander, Patricia. Frederick III: Germany's Liberal Emperor, Contributions to the study of world history, no. 50. Westport, Conn., Greenwood, 1995. ISBN 0-3132-9483-6
- Lowenstein, Steven M. The Berlin Jewish Community: Enlightenment, Family, and Crisis, 1770–1830. Studies in Jewish history. New York, Oxford University Press, 1994. ISBN 0-1950-8326-1
- Lüdtke, Alf. Police and State in Prussia, 1815–1850. Cambridge, New York & Paris, Cambridge University Press, 1989. ISBN 0-5211-1187-0
- Ogilvie, Sheilagh, and Richard Overy. Germany: A New Social and Economic History Volume 3: Since 1800 (2004)
- Ohles, Frederik. Germany's Rude Awakening: Censorship in the Land of the Brothers Grimm. Kent, Ohio, Ohio State University Press, 1992. ISBN 0-8733-8460-1
- Pflanze Otto, ed. The Unification of Germany, 1848–1871 (1979), essays by historians
- Schleunes, Karl A. Schooling and Society: The Politics of Education in Prussia and Bavaria, 1750–1900. Oxford & New York, Oxford University Press, 1989. ISBN 0-8549-6267-0
- Schulze, Hagen (1991). 《The Course of German Nationalism: From Frederick the Great to Bismarck, 1763–1867》. Cambridge & New York: Cambridge University Press. ISBN 978-0-5213-7759-1. OL 2227160M.
- Showalter, Dennis E. (2015). 《The Wars of German Unification》 2판.
  - — (1975). 《Railroads and Rifles: Soldiers, Technology, and the Unification of Germany》. Hamden, Connecticut: Hailer. ISBN 0-9798-5009-6.
- Sked, Alan. Decline and Fall of the Habsburg Empire 1815–1918. London, Longman, 2001. ISBN 978-0-5823-5666-5
- Smith, Woodruff D. Politics and the Sciences of Culture in Germany, 1840–1920. New York, Oxford University Press, 1991. ISBN 0-1950-6536-0
- Sorkin, David, The Transformation of German Jewry, 1780–1840, Studies in Jewish history. New York, Wayne State University Press, 1987. ISBN 978-0-8143-2828-6
- Sperber, Jonathan (1994). 《The European Revolutions, 1848–1851》. New Approaches to European History. Cambridge University Press. ISBN 978-0-5215-4779-6. OCLC 27814087. OL 24776092M.
- Stargardt, Nicholas. The German Idea of Militarism: Radical and Socialist Critics, 1866–1914. Cambridge, Cambridge University Press, 1994. ISBN 978-0-5214-6692-9
- Steinberg, Jonathan. Bismarck: A Life (2011)
- Wawro, Geoffrey (2000). 《Warfare and Society in Europe, 1792–1914》. Routledge. ISBN 978-0-4152-1445-2. OCLC 50552980. OL 45213M.